# Mimoň
Mimoň (německy Niemes) je město v okrese Česká Lípa v Libereckém kraji. Leží v Ralské pahorkatině na soutoku Ploučnice a Panenského potoka zhruba 15 km východně od okresního města a přibližně 2–3 kilometry severně od hranice Chráněné krajinné oblasti Kokořínsko – Máchův kraj. Žije zde přibližně 6 400 obyvatel. Městem procházejí dvě silnice druhé třídy II/268 a II/270, a na jeho západním okraji vede železniční trať z Liberce do České Lípy.

## Historie

### Založení a středověk 1262–1516

#### První zmínky
První písemná zmínka o obci pochází z roku 1262, týká se jakéhosi Lotolduse de Nemans. Nicméně archeologické nálezy v Mimoni a okolí ukazují, že místo bylo osídleno již v mladší době kamenné a bronzové. Přibližně v 5. století přicházejí Slované. V polovině 14. století jsou zmiňováni jako vlastníci páni z Mimoně.

#### Vartenberkové
V roce 1371 získali část vsi bratři Jan a Václav z Vartenberka. Vartenberkové sídlili na nedalekém hradě Ralsko. Bratrům se podařilo získat od krále povolení vybírat clo a zároveň nařízení, že všichni kupci se cestou do Žitavy musí k úhradě cla zastavit v Mimoni. Díky tomuto se obec rychle rozvíjela. V roce 1489, po smrti Kryštofa z Vartenberka získává Mimoň rytířský rod Zedlitzů.

#### Zedlitzové
Rytířský rod Zedlitz, konkrétně Hans von Zedlitz získává v roce 1481 od Kryštofa z Vartenberka nejprve hrad Ralsko s poplužním dvorem o který musí právně bojovat se samotným králem Vladislavem ll Jagelonským. To proto, že na hradě Ralsko byla v době lužicko-vartenberských válek penězokazecká dílna a král jej prohlásil jako odúmrť. Nakonec, v roce 1487 Hans von Zedlitz hrad Ralsko definitivně získává do svého držení a po smrti Kryštofa z Vartenberka, roku 1489 kupuje i panství Mimoňské. V roce 1505 panství prodává Oldřichu (Uhrlichu V.) z Biberštejna.

#### Povýšení Mimoně na město
Roku 1505, po nástupu Oldřicha z Biberštejna na mimoňské panství, byla doposud farní ves Mimoň povýšena na město.

#### Majetkové přesuny na začátku 16. století
Mezi lety 1511–1516 vlastní Mimoňské panství i s hradem Ralsko opět Jan z Vartenberka (1480–1534), které koupil zpět od Oldřicha z Biberštejna. A navíc kupuje roku 1511 zpět od Kryštofa z Talkenberka Děvínské panství. Avšak následně obě panství, tj. panství Děvínské i s panstvím Mimoňským a hradem Ralsko roku 1516 prodal Jitce z Landštejna, manželce Jáchyma I. z Biberštejna. A tak se panství Mimoňské, Děvínské a hrad Ralsko dostávají 5. prosince roku 1516, za 8 100 kop grošů českých definitivně do držení rodu Biberštejnů.

### Novověk 1516–1918

#### Biberštejnové
Drželi mimoňské panství až do roku 1578, a za jejich působení na Mimoni vznikl základ pozdějšího mimoňského zámku, tehdy ještě jako panského sídla, které započal kolem roku 1570 stavět Karel z Biberštejna. Stavbu panského sídla Karel z Biberštejna nedokončil, protože jej finančně vyčerpala tak, že byl nucen začít rozprodávat své majetky. A tak se mimoňské panství roku 1578 dostalo do majetku Bohuslava Mazance z Frymburka.

#### Bohuslav Mazanec z Frymburka
Se do historie Mimoně zapsal tím, že zde nechal postavit první školu. V roce 1582 rozšířil mimoňské panství o ves Svébořice s přilehlým lesem. Syn Bohuslava Mazance z Frymburka Karel, prodává roku 1601 mimoňské panství Janu Myllnerovi z Mühlhausenu.

#### Jan Myllner zMilhauzenu

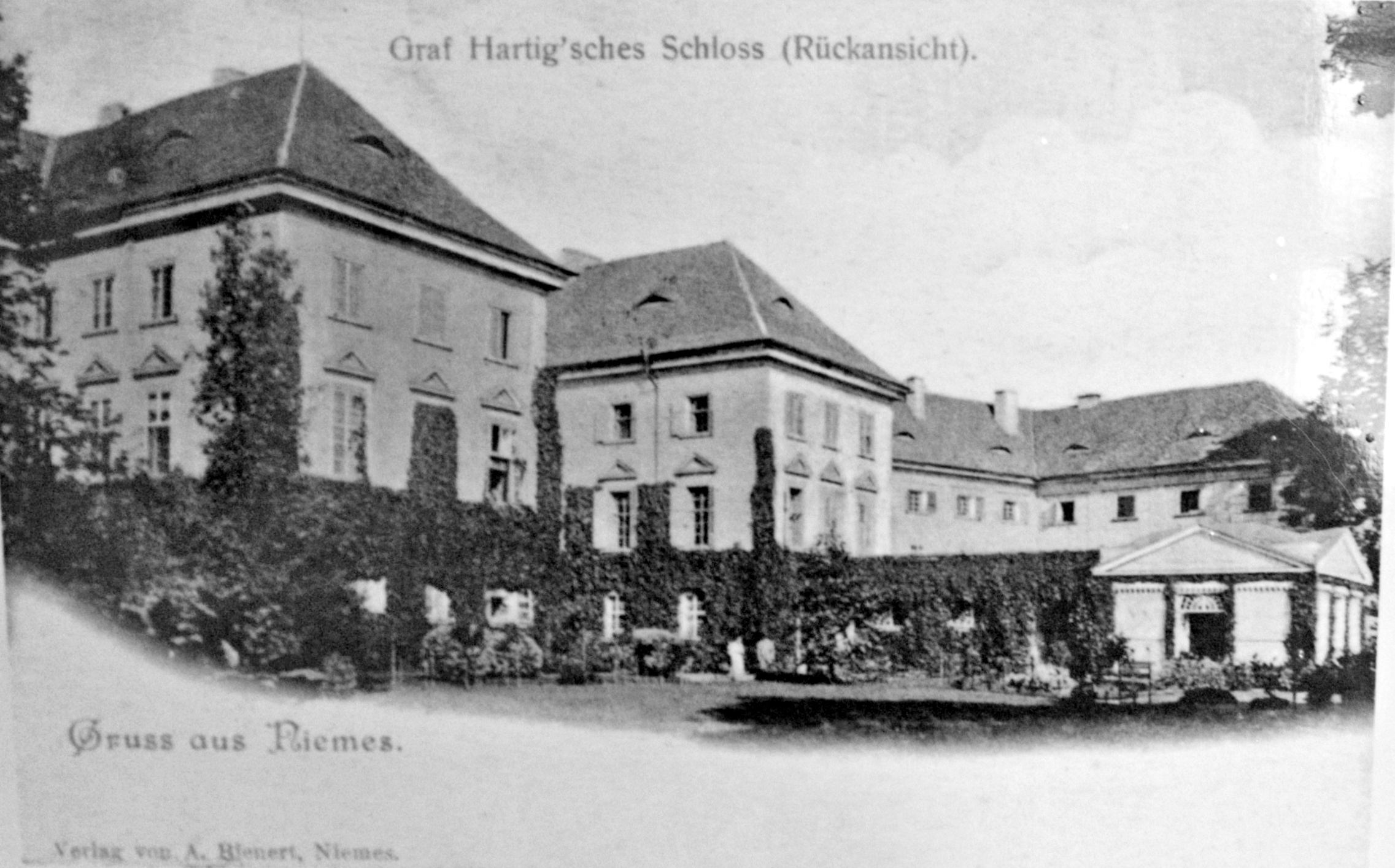
Mimoňský zámek jako sídlo Hartigů kolem roku 1920

Vyplatil veškeré dluhy, které na mimoňském panství doposud vázly a sjednotil mimoňské a sousední děvínské panství v jeden celek a dokončil stavbu panského sídla, kterou započal Karel z Biberštejna a opět sjednotil téměř rozprodané mimoňské panství, a sloučil jej s panstvím děvínským v jeden celek. Panství mimoňské a děvínské pak dále rozšířil o další državy, např. o dnešní Velký Grunov. Jan Myllner z Mühlhausenu se v roce 1618 přidal k českému stavovskému povstání. Po bitvě na Bílé hoře rod Milhauzů o majetek přišel, Jan Myllner z Mühlhausenu byl nucen uprchnout a městečko bylo v prosinci roku 1620 obsazeno polským oddílem císařského vojska, a panské sídlo, které bylo v té době čerstvě dostavěné, vypáleno a hodně měšťanů pobito. Jan Myllner z Mühlhausenu se stal zapřisáhlým odpůrcem císaře, který ho odsoudil ke ztrátě hrdla, a bojoval proti císaři dál. Umírá u sedmihradské hranice 12. dubna 1623. Správy města Mimoně se po obsazení císařským vojskem ujímá císařská správa, která trvá až do roku 1623, kdy poskytl Johann Zeidler von Berbisdorf auf Boden a Dittmannsdorf zvaný Hofmann (1578–1635) císaři Ferdinandovi II. Štýrskému půjčku 32 650 rýnských zlatých a za to získal od finanční správy císaře na 18 let panství se zámkem v Mimoni s hradem Ralsko a sousední panství Děvín s hradem Děvín. Místo splacení půjčky císařem Ferdinandem II. Štýrským, přijal Johann Zeidler z Berbisdorfu zvaný Hofmann v roce 1626 vládu nad Mimoňským a Děvínským panstvím s dědickým právem. Ještě v roce 1631 se syn Jana Myllnera z Mühlhausenu Jiří pokusil získat majetek na Mimoni zpět, ale bezúspěšně. Také Jiří Myllner z Mühlhausenu nakonec umírá v exilu. Stalo se tak roku 1663 ve Wismaru.

#### Johann Zeidler z Berbisdorfu zvaný Hofmann
Během třicetileté války zastával funkci vysokého saského úředníka, a měl podíl na tažení Sasů do Čech a na Prahu, kterou nakonec ovládli. Po vtrhnutí švédských jednotek do Mimoně v roce 1628, vyplenili a zapálili švédské jednotky panské sídlo a Jan Zeidler se pokusil převézt zásoby obilí a hospodářská zvířata z Mimoně a Děvína do svého panství v Sasku. 25. května 1632 se Prahy zmocnil Albrecht z Valdštejna a Sasy z Čech postupně vytlačil. Zeidlerovo jednání bylo uznáno jako zrada císaře Ferdinanda II. Štýrského, a za to byl zbaven majetku a jeho panství na Mimoni a Děvíně byla převedena roku 1633 do držení Generála a Polního maršála Albrechta z Valdštejna, vévody frýdlantského a mecklenburského.

#### Albrecht zValdštejna
Vlastnil Mimoň od roku 1633, kterou dostal jako repatriaci za válečné tažení proti Sasům. Jeho vláda nad Mimoní však netrvala dlouho, Albrecht z Valdštejna byl 25. února 1634 v Chebu zavražděn. Po smrti Albrechta z Valdštejna se Mimoň opět dostává pod císařskou správu, která trvá až do roku 1636, kdy o navrácení panství požádala vdova po zemřelém Johannu Zeidlerovi z Berbisdorfu zvanému Hofmann, kterému bylo již dříve mimoňské panství za zradu císaře zkonfiskováno. Prosba došla laskavého vyřízení a v srpnu roku 1635 jí byla panství přislíbena a následujícího roku 1636 předána.

#### Magdalena Zeidlerová
Tak získala v severních Čechách panství Mimoňské a Děvínské roku 1636 zpět. Znamenalo to návrat rodu Zeidlerů na mimoňské panství. Magdalena Zeidlerová se však vyhnula používání šlechtického titulu von Berbisdorf a nesla jméno své rodiny Röhling von Hirschberg v Čechách. Panství Mimoňské a Děvínské dokázala držet až do své smrti v roce 1649 a odkázala je svým dětem – synovi Johannu Sigismundu Zeidlerovi z Berbisdorfu (31. srpna 1627 zámek v Mimoni – 11. července 1696 Berbisdorf) a dceři Magdaleně Zeidlerové z Berbisdorfu († 1703). Za dva roky, v roce 1651, prodali sourozenci panství mimoňské a děvínské Johannu Putzovi z Adlerthurnu, císařskému rakouskému komisaři pro konfiskace po bitvě na Bílé hoře.

#### Johann (Jan) Putz z Adlersthurnu

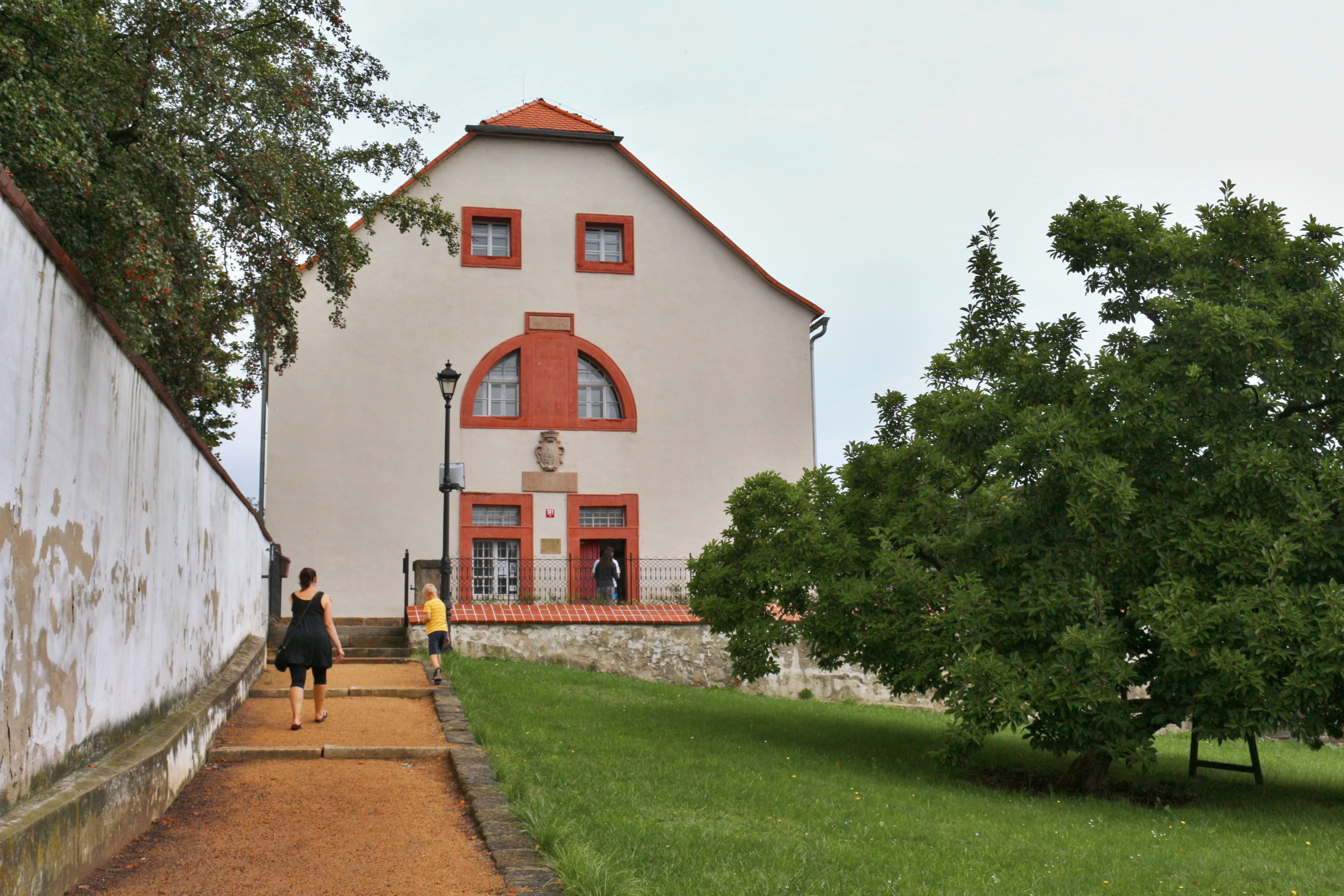
Mimoňský špitál z roku 1679, dnes městské muzeum

Se po získání mimoňského panství téměř hned pustil do jeho rozšiřování a budování. Putzové z Adlersthurnu byl druhý rod po Myllnerech z Mühlhausenu, který se významně přičinil o rozvoj mimoňského panství. Již v roce 1655 nechal postavit novou radnici, která stála až do roku 1986 na náměstí 1. Máje, a započal barokní přestavbu mimoňského zámku, který na náměstí 1. Máje stál do roku 1985. Těsně před svou smrtí, v roce 1658 rozšířil mimoňské panství o Útěchovice a Břevniště. Následovník otce, Jan František Edmund Putz (1637–1674) majetek Putzů dále rozšiřoval, a to nejen v okolí Mimoně, ale kupoval i další majetky, zejména v oblasti Litoměřic a Lovosic. Panství Podsedice u Litoměřic získal již jeho otec Jan Putz z Adlersthurnu v roce 1650, dalším panstvím, které Jan František Edmund Putz v tomto kraji koupil, byly Dlažkovice u Lovosic, navazující na již vlastněné Podsedice u Litoměřic. Mimoňské panství rozšířil o statek Druzcov s přilehlými vesnicemi Kotel, Zábrdí a Kracmanov, pokračoval ovšem také v rozvoji města Mimoně. Postavil zde nový pivovar (dnešní městské kino a Dům kultury Ralsko), repliku Božího hrobu a započal přestavbu kostela sv. Petra a Pavla. Po smrti Jana Františka Edmunda Putze v roce 1674, nastupuje jeho bratr Jan Ignác Dominik Putz, který dokončil přestavbu kostela sv. Petra a Pavla a v roce 1679 vybudoval špitál (dnešní městské muzeum). Jan Ignác Dominik Putz odkázal mladší dceři svého zesnulého strýce Jana Markuse Petra Putze z Adlersthurnu, Marii Anně Putzové z Adlersthurnu, veškeré majetky u Litoměřic a Lovosic a starší dceři svého zesnulého strýce Jana Markuse Petra Putze z Adlersthurnu, Marii Terezii Isabele Putzové z Adlersthurnu, odkázal mimoňské panství se všemi majetky. Marie Terezie Isabela Putzová z Adlersthurnu se v roce 1705 provdala za Ludvíka Josefa Hartiga a po smrti Jana Ignáce Dominika Putze v roce 1718 nastupují na mimoňské panství Hartigové, kteří byli zároveň posledními vlastníky mimoňského, děvínského a později i strážského panství.

#### Hartigové

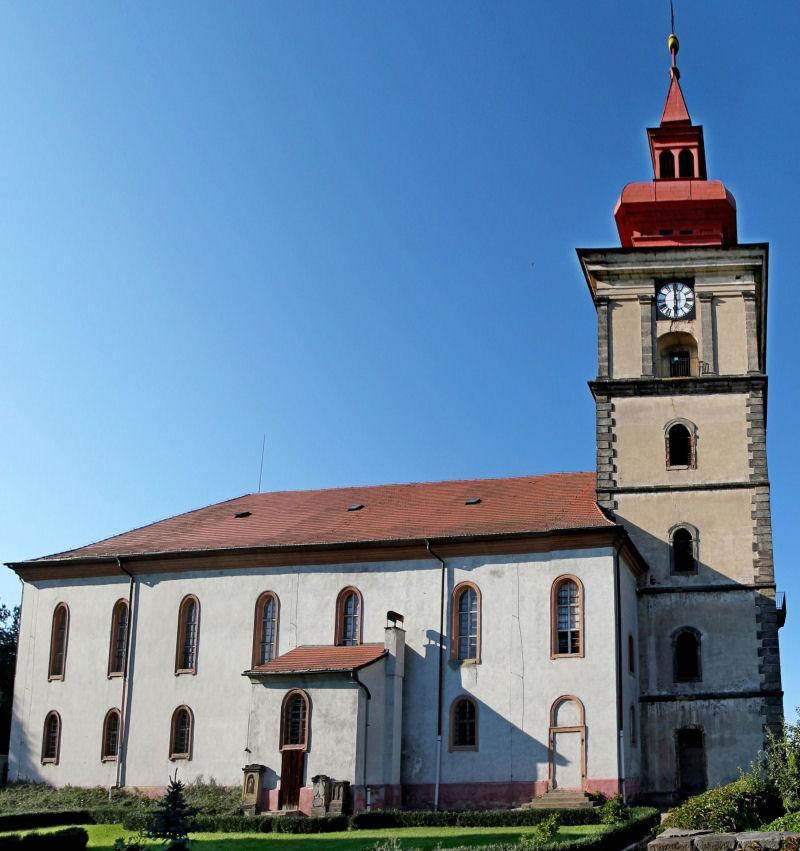
Kostel sv. Petra a Pavla

Členové tohoto českého šlechtického rodu, se stali posledními vlastníky Mimoně. Ludvík Josef z Hartigu (1685 Praha – 1735 tamtéž, pochován v hrobce kostela ve Stráži pod Ralskem) po získání mimoňského panství jej připojil ke svému panství na Stráži pod Ralskem. Obě tato panství převzal po jeho smrti jeho mladší bratr Adam František z Hartigu (1729 Mimoň – 1783 Augsburg, pochován v hrobce kostela ve Stráži pod Ralskem). V roce 1750 přikupuje statek v Českém Dubu a dále tak rozšiřuje državy Hartigů. Po smrti Adama Františka Hartiga přichází na mimoňské panství jeho syn František Antonín de Paula z Hartigu (1758 Praha – 1797 Drážďany, pochován v hrobce kostela ve Stráži pod Ralskem) a po jeho smrti nastupuje starší syn František de Paula z Hartigu (1789 Drážďany – 1865 Vídeň, pochován v hrobce kostela ve Stráž pod Ralskem). Za jeho držení postihl město Mimoň v červnu roku 1806 ničivý požár, který zničil velkou část města a zároveň odstartoval klasicistní přestavbu mimoňského zámku, který vyhořel také. Klasicistní přestavba zámku proběhla v letech 1806–1807. Po reformách v roce 1848 byl statut panství zrušen. Po smrti Františka de Paula z Hartigu začíná mimoňské a strážské majetky spravovat jeho starší syn Edmund z Hartigu (1812 Vídeň – 1883 Sanremo, pochován v hrobce kostela ve Stráži pod Ralskem). Edmund Hartig měl významný podíl na vybudování železničního spojení do Mimoně a stál za prvním projektem železničního spojení z Ústí nad Labem přes Mimoň do Hodkovic. Projekt se nakonec uskutečnil v jiné podobě. Protože Edmund z Hartigu neměl dědice, určil univerzálním dědicem svého synovce Františka Gabriela Hartiga (1859 Vídeň – 1903 Mimoň). Po smrti Františka Gabriela Hartiga spravuje mimoňské a strážské majetky mezi lety 1903–1915 jeho vdova, Jana Marie z Hartigu (rozená z Ledebour-Wicheln). V roce 1915, po nabytí plnoletosti se správy mimoňských a strážských majetků ujímá Jan Bedřich z Hartigu (1891–1935). Po vzniku ČSR v roce 1918 a po pozemkové reformě se majetky Hartigů velmi zmenšily. Hartigové přicházejí o poplužní dvory, část lesů, část statků a některé chovné rybníky. Z jednoho z nich vzniklo v roce 1923 mimoňské městské koupaliště. Jan Bedřich z Hartigu zemřel předčasně ve svých 44 letech, správu zbylých majetků přebírá jeho vdova, Eleonora z Hartigu (rozená ze Schwarzenberka) a to až do konce druhé světové války, do roku 1945, kdy Hartigové definitivně přicházejí o všechen majetek a další následovník rodu František Karel z Hartigu (1921 Mimoň – 2004 Salcburk) již neměl co zdědit. Na již vyvlastněném mimoňském zámku se svou ženou Žofií z Hartigu, rozenou z Valdštejna (1921–2011 Salcburk) přebýval až do roku 1947. V roce 1946 se ještě pokusil, jako rakouský státní občan požádat o vyjmutí z odsunu, ale bezúspěšně. V září 1947 byli oba repatriováni do Rakouska, kde oba dožili v Salcburku.

### Reformy, Mimoň okresním městem
Po zrušení nevolnictví a v důsledku revolučních událostí roku 1848 došlo v Rakouském císařství k radikálním změnám státní správy. Byla zrušena panství šlechty (tedy i mimoňské), během roku 1850 byly ustanoveny nové kraje, politické a soudní okresy. Nově vzniklý Českolipský kraj zahrnoval čtyři soudní okresy, jeden z nich byl přiřknut Mimoni. Podléhal krajskému soudu v České Lípě a fungoval od 27. května 1850. V Mimoni v té době fungoval i berní úřad, který byl podřízen správě v Mladé Boleslavi.
Při další státní reformě byl roku 1855 Českolipský kraj zrušen a Mimoň se stala na sedm let okresním městem. Okres Mimoň přešel pod správu Mladoboleslavského kraje. O několik let později došlo postupně k dalším změnám. V roce 1862 byly zcela zrušeny kraje a poté řada politických okresů. Mimoň se stala součástí okresu Česká Lípa, řízený okresním hejtmanem, i nadále byla sídlem soudního okresu Mimoň. Tento stav s menšími úpravami zůstal do roku 1918.

### Období první republiky

#### 1918
Těsně před vznikem ČSR, 17. října 1918, vydal císař Karel I. manifest o federalizaci Rakouska-Uherska. Na tomto základě měly vzniknout samosprávné provincie, členěné podle národnostního principu. Čechy byly dle tohoto návrhu štěpeny na německé pohraniční kraje a vlastní české vnitrozemí. Největší z německých provincií se nazývala Německé Čechy-Deutschböhmen a do této provincie, dle manifestu, spadala i Mimoň. Po zániku Rakouska-Uherska a vzniku Československa 28. října 1918 vyhlásili den na to němečtí poslanci ve Vídni 29. října 1918, v souladu s císařským manifestem samosprávnou německou provincii Deutschböhmen. Vznikla tak prozatímní vláda, v čele s poslancem Rafaelem Pacherem, která měla sídlo v Liberci. Mimoň se tak ocitla ve víru politického boje a politické krize, kdy vnitrozemské kraje zemí Koruny české stály proti krajům pohraničním. V Mimoni vznikla v listopadu 1918 lidová stráž (Volkswehr), rekrutovaná z německých obyvatel. V prosinci 1918 vstupuje do Mimoně československé vojsko z posádky dislokované v České Lípě a donutila německou lidovou stráž složit zbraně. Provinční vláda Deutschböhmen utekla na konci roku 1918 z Liberce do Žitavy a dění zde již nekontrolovala.

#### 1919–1920
Německá levice i pravice se semkly v jeden šik a dovolávaly se práva na sebeurčení. V Mimoni byly tyto protesty slovně silné, ale bez konfliktu se státní mocí. Klid přinesly až červnové obecní volby v roce 1919, který však trval jen do jara roku 1920, kdy nastala další, tentokrát zásobovací krize, kdy vázlo zásobování pohraničí. Tato krize vyvrcholila 10. června 1920 shromážděním dělnických zástupců z celého Českolipska v Mimoni a 19. července 1920 generální stávkou. 6. července 1919 se v Mimoni konala první česká národní slavnost a 15. září 1919 byla otevřena první česká škola v tehdejší Linkeho ulici, dnešní ulice Malá.

#### 1920–1923
Tato léta byla v Mimoni ve znamení pozemkové reformy, kdy došlo k parcelaci hartigovského velkostatku. Z majetku Hartigů bylo odprodáno Malé Ralsko, Novina, Sedliště a z dvorů Medný, Ostrov a Nový dvůr byly zřízeny státní hřebčince. Parcelovány byly i pozemky Hartigů v těsném okolí města. 19. dubna 1921 byl v hostinci U Hartmanů, (dnešní restaurace U Lva) založen Spolek českých rodinných a dělnických zahrádek v Mimoni a na pozemcích dnes bývalých kasáren, získaných od Hartigů, vznikla první zahrádkářská kolonie v Mimoni. V této době nastává v Mimoni i částečná hospodářská obnova, město odkupuje místní elektrárnu v Horním mlýně a z elektrárny se tak stává elektrárna městská, a první firmou, která rozšiřuje svůj provoz byla továrna Hütter & Schranz (dnešní MITOP). Kulturní posun lze zaznamenat v obnovení Pašijových her a instalace Getsemanské zahrady v roce 1922 a v nových zvonech ve městě. První instalace zvonu proběhla v Božím hrobě v roce 1922, jako dar továrníka Ludvíka Müllera, na další se pořádaly sbírky. Ve sbírce na nové kostelní zvony, 27. května 1923 vysvěcené a vyzvednuté na věž kostela bylo vybráno 70 000 Kč. Nové zvony, nazvané Velký zvon (1396 kg), Mariánský (614,5 kg), Josef (304 kg) a Malý zvon (79 kg), poprvé zvonily ještě tentýž den v 16:15 hod na památku padlých ve světové válce. 2. září 1923 byl ve zdi poblíž Božího hrobu posvěcen památník padlých mimoňských vojáků, sbírka na něj činila 26 000 Kč.

#### 1923–1928
Tuto dobu lze charakterizovat jako rozvoj města a jeho směřování k letovisku s využitím turistického ruchu, který odstartovaly znovu obnovené Pašijové hry. Do této doby také řadíme vznik vilové čtvrti „U nádraží“, v Mimoni známé jako pětka (Mimoň V), už tehdy s vlastním vodovodem, vznik mimoňského koupaliště v místě bývalého hartigovského chovného rybníka, Hartigové rybník stále vlastnili a vznik mimoňského koupaliště by společným projektem Hartigů a města, kdy přípravné práce byly zahájeny v březnu 1923 a 10. srpna 1923 bylo koupaliště otevřeno. Další projekty, na podporu cestovního ruchu byly parní a bublinkové lázně, k čemuž město přistoupilo v roce 1924 a vybudovalo je v areálu městské elektrárny. Další lázně vznikaly i v dnešní Malé ulici v areálu bývalého Dolního mlýna. Vznikaly i léčebné rašelinové koupele u Novin pod Ralskem. V roce 1925 se připravovala akce Dny domoviny a obyvatelstvo bylo vyzváno k soustředění památek a starožitností, vzniklo tak v Mimoni poprvé městské muzeum. V témže roce vznikly další české školy ve Svébořicích a v Jablonečku. V letech 1923–1927 byl vybudován vodovod „Horní Ploučnice“, společný projekt Hamru na Jezeře, Stráže pod Ralskem a Břevniště a Mimoně. Vodovod byl dokončen společně s kanalizací v roce 1927. Během let 1927–1928 byly ulice města předlážděny a během roku 1927 vstupuje na energetický trh v Mimoni elektrárenská společnost NEW (Nordböhmischen Elektrizitätswerke) pozdější Severočeské energetické závody se sídlem v Děčíně-Podmoklech.

#### 1929–1933
Léta ve znamení velké hospodářské krize, která poznamenala zejména textilní a sklářský průmysl. V lednu 1931 vypukla největší a nejdelší stávka v dějinách Mimoně, kdy dělníci ve firmě Fischel stávkovali až do 2. dubna 1931. Stávka dramatickým způsobem snížila životní úroveň v celém městě a bídu pocítili i místní obchodníci. Během roku 1933 byla již zhruba 1/4 populace žijící v Mimoni bez práce. Město vydávalo tzv. „žebračenky“, organizovalo nouzové práce pro nezaměstnané a rozdělilo zimní výpomoc v podobě brambor, uhlí a mouky.

#### 1934–1937
Po hospodářské krizi docházelo ke změně významných hodnot, politických příslušností a vzájemných vztahů, mezi Čechy a Němci, už tak poznamenaných vznikem ČSR a obsazením Sudet. V případě Mimoně se jednalo o obsazení německé provincie Deutschböhmen československými vojenskými jednotkami v roce 1918. Do popředí se začal dostávat nacionalismus a projev československého politika německé národnosti Konráda Henleina 21. října 1934 v České Lípě vyzval k opětovné jednotě Němců. Během krátké doby se do Henleinova hnutí přihlásila zhruba polovina obyvatel Mimoně. Hnutí se 30. dubna 1935 přejmenovává na Sudetoněmeckou stranu a v předvolební kampani zavítal 5. května 1935 Henlein do Mimoně. Jeho Sudetoněmecká strana ve volbách 19. května 1935 vítězí. Ještě 28. října 1935 probíhá oslava státního svátku společně v městském kině, (Češi i Němci), oslavy Masarykových narozenin 7. března 1936 již probíhají odděleně. Československá vláda uvažovala o jisté politicko-ekonomické pomoci pohraničním krajům, kde byla sociální situace i po odeznění hospodářské krize stále velmi špatná, což mohlo být vnímáno jako jistý pokus o česko-německé vyrovnání. Vládní návrhy z února 1937 měly uvolnit více míst ve státní správě pro obyvatele německé národnosti a současně se měly do pohraničí vložit další investiční prostředky pro zmírnění následků hospodářské krize. Tíživé poměry v Mimoni a jistá nechuť na české straně změnit vztah k Němcům, to vše se projevilo na jaře roku 1937 při stavbě velké české školy, dnešní ZŠ Komenského. Nabídky vlády z února 1937 nebyly v praxi příliš uplatňovány a hluboké veřejné nedorozumění přerůstalo v nesnášenlivost. Němečtí nezaměstnaní hleděli přes plot na pracující české dělníky a naopak mimoňská radnice nebrala žádné Čechy do svých služeb a chovala se k nim přezíravě.

#### 1938

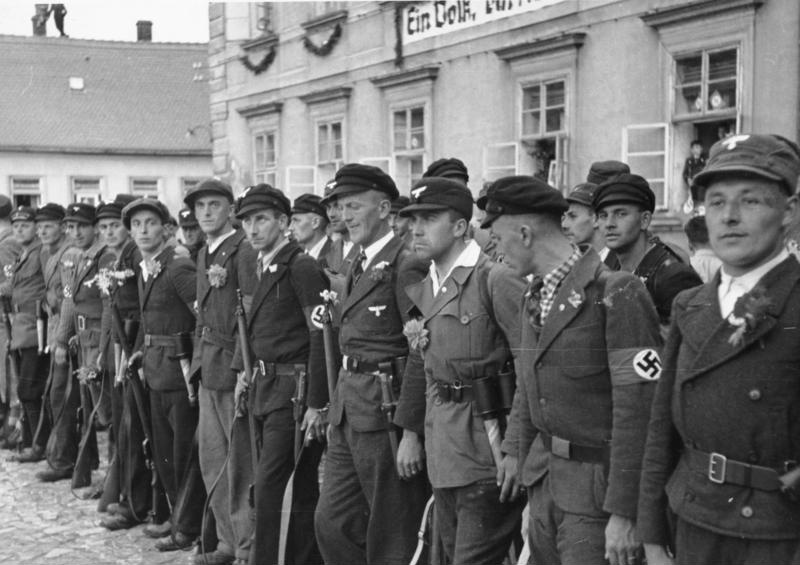
Členové Sudetoněmeckého sboru dobrovolníků (Freikorps) na náměstí při vítání Adolfa Hitlera 10. října 1938

Myšlenka německého území Sudet, v případě Mimoně se jednalo o znovuobnovení německé provincie Deutschböhmen je znovu na stole. Tyto požadavky předložil Konrád Henlein 24. dubna 1938 v Karlových Varech. 12. června 1938 ve volbách v Mimoni zvítězila Sudetoněmecká strana, která získala 29 mandátů z 38. Čeští kandidáti získali 4 mandáty, komunisté získali 2 mandáty a zbývající křesla obsadili Sociální demokraté. Po Mnichovské dohodě 29. září 1938 pomáhala československá armáda s evakuací českých úřadů a to až do 4. října 1938, kdy se z Mimoně stáhla. 10. října 1938 byla Mimoň obsazena Wehrmachtem. Po záboru Sudet nastoupila nacistická propaganda, která vyvrcholila projevem Dr. Franka na náměstí v Mimoni dne 26. listopadu 1938. A 4. prosince 1938 proběhl plebiscit o připojení Sudet k Říši.

### Druhá světová válka

#### 1939–1942
Na začátku roku 1939 započalo v Mimoni přejmenovávání ulic a náměstí. Pražská ulice nesla od 30. ledna 1939 název Ulice SA, a další vlně přejmenovávání byl změněn název ulice Poštovní na ulici Hermanna Göringa, náměstí před zámkem (dnešní náměstí 1. Máje) dostalo název Hitlerovo a Masarykovo náměstí (dnešní náměstí J. Fučíka) dostalo název Horst Wessel Platz. Malé soudní okresy byly zrušeny a vznikly landráty. České spolky byly zrušeny beze zbytku, německým byla pozastavována, nebo také ukončována činnost, pokud byla vázaná na další (jiné) politické proudy. Byla zavedena jediná Německá pracovní fronta, vznikla Hitlerova mládež pro chlapce a Svaz dívek pro děvčata a sportovní svaz. 27. února 1939 byla vyhlazena česká zahrádkářská kolonie a sokolské cvičiště, pro stavbu barákové osady, ze které byli odesílány pracovní síly do zahraničí, zejména do Polska. Později zde vznikl zajatecký tábor. Lokální mimoňské noviny Niemeser Zeitung byly na jaře 1939 zastaveny a nahrazeny regionálním deníkem Volksanzeiger, který vycházel v Novém Boru. 4. března 1939 byly zavedeny úpravy ve správě města, aby se plně přizpůsobilo říšskému zákonodárství. Na konci srpna 1939 byl zaveden systém přídělových lístků a po vypuknutí druhé světové války byla o 40% omezena vlaková doprava. Továrník židovského původu a majitel továrny na ohýbaný nábytek, Ernst Hirsch byl odsunut a v roce 1940 nahrazen novým majitelem, mnichovským podnikatelem Hugem Melderem a závod přejmenován na Melderwerke a přeorientován na válečnou výrobu. Ve městě byly vytvořeny tři okruhy protileteckých krytů. V prvním okruhu byly velké letecké kryty, které byly zřízeny ve sklepích kina pro 441 osob, a v dřívějších pivovarských sklepích (viz pískovcové sklepy v Mimoni) pro 386 osob. Ve druhém okruhu byly sklepy ve vybraných soukromých domech a ve třetím okruhu byly zařazeny sklípky ve skalách. 26. ledna 1940, na základě dohody mezi Německou říší a Sovětským svazem přicestovali němečtí osadníci z Volyně. Jednalo se celkem o 338 lidí, včetně žen a dětí. Na přelomu let 1941 / 1942 byla stanovena pracovní doba na 55 hodin týdně a přehledy o padlých, které byly stále obsažnější začaly být cenzurovány. 10. března 1942 se naposledy rozezněly kostelní zvony, které byly mezi 12.–14. březnem 1942 sejmuty a na věži byl ponechán pouze malý zvonek.

#### 1943–1945

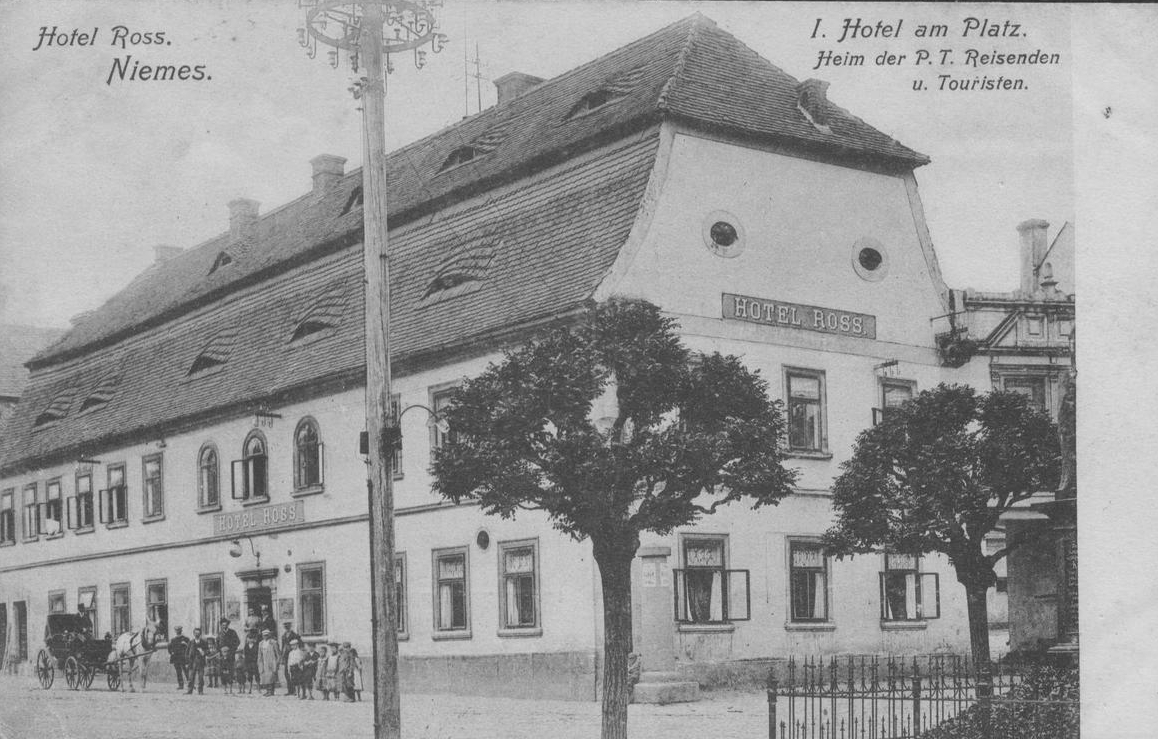
Jedna z budov, která padla za oběť bombardování Mimoně v květnu 1945

Melderwerke přechází na výrobu leteckých vrtulí a v mimoňských továrnách se stále více uplatňuje práce nejen válečných zajatců, mezi nimiž byli Poláci, Francouzi, Srbové a Rusové, ale i nuceně nasazených z českého vnitrozemí. Po obratu ve válce a postupu Rudé armády byl v Mimoni zdokonalen systém protiletecké obrany, který ovšem s uprchlíky, kteří začali přicházet vůbec nepočítal. Kostelní věž se stala pozorovatelnou letecké obrany, a stejně tak i hrad Ralsko. Od poloviny roku 1944 se zde cvičil sbor Volkssturm v srpnu 1944 čítal cca 1000 lidí. Od poloviny ledna 1945 nastal uprchlický exodus, kdy bylo město zaplaveno uprchlíky z východu, který se až do konce války nezastavil. Uvádí se, že v Mimoni bylo na konci války asi 2000 uprchlíků. K těm nejposlednějším patřili Sasové z Horní Lužice. Obsazeny byly hostinské sály, Lorinserova tělocvična i škola. V zámecké zahradě a zámeckém parku vznikl tábor pod širým nebem. V lednu 1945 byly zároveň započaty práce na opevňování města. Zábrany tak vznikly v Lužické ulici, ve Vranovské ulici, v Okrouhlické ulici a v Pertoltické a Českolipské ulici. V březnu 1945 bylo zřízeno polní letiště v Hradčanech, kam se uchýlila letka Immelmann. Její dílny byly ve Velké ulici (dnešní Mírové ulici). Letce velel plukovník Rudel. Nakonec ale poslední den války přinesl neštěstí. 8. května 1945 byla Mimoň vybombardována sovětským letectvem Archivováno 16. 3. 2021 na Wayback Machine.. Bomby spadly před kino a rozbily domy takovým způsobem, že Mariánské náměstí přestalo existovat. Spolu s ním zmizel hotel Krone a Mostecká ulice. Značné ztráty na lidských životech byly v Okrouhlické ulici u statku, který byl částečně rozbořen. Série bomb padala v okolí Ploučnice a do zámeckého parku, kde bylo rovněž mnoho obětí mezi uprchlíky. 10. května 1945 přijela do Mimoně Rudá armáda.

### Období po druhé světové válce

#### 1945
Po vstupu Rudé armády do Mimoně, 10. května 1945 byla provedena prohlídka všech domů ve městě, po dobrém i násilím. Vojáci a důstojníci při prohlídkách brali lesklé šperky, hodinky, fotoaparáty a hledali kořalku. Za své velitelství si sovětská armáda vybrala dnešní hotel Besedu. V dalším vývoji se začaly ustanovovat národní výbory, jako základ české státní správy a samosprávy. Na samém počátku zde byli zastoupeni Češi i Němci, místní starousedlíci. 5. června 1945 byl prvotní výbor rozšířen o zástupce přistěhovalců. V květnových dnech zřízená Národní stráž ustoupila na začátku léta 1945 polovojenským složkám, které do Mimoně přišly z Mladoboleslavska. Pořádková služba se tak dostala do rukou přesně neidentifikovatelných polovojenských skupin, označujících sebe samotné, jako partyzáni. I přes to, že se během května 1945 obnovila pochůzková služba četnictva, často tito partyzáni jednali v rozporu se zástupci místní samosprávy, chovali se nedisciplinovaně a svévolně šikanovali německé obyvatelstvo. Němci byli označeni bílou páskou, potravinové příděly dostávali stejné, jako Židé za války, měli omezený pohyb po městě a zákaz nočního vycházení. Během května 1945 probíhalo zatýkání místních nacistických činitelů, někteří byli propuštěni, jiní dopraveni do věznice ve Valdicích. K nejvážnějšímu bezdůvodnému zásahu proti německému obyvatelstvu došlo 30. 5. 1945, kdy bylo na náměstí nahnáno asi třicet mužů, kteří byli celý den biti. Dva z nich tento násilný akt nepřežili. 12. června 1945 bylo slavnostně zahájeno vyučování v budově dřívější české školy Eduarda Beneše. 14. 6. 1945 vydal podplukovník Voves, velitel zdejších oddílů pro Českolipsko vyhlášku o nuceném odsunu vybrané části německého obyvatelstva z České Lípy a Mimoně. Tento dvojjazyčný příkaz byl vybraným rodinám doručen kolem 22 hodiny večerní, tedy v době, kdy pro Němce platila policejní uzavírací hodina. Následující den ráno o páté hodině ranní, měli všichni stát na seřadišti u železničního viaduktu (dnešní Českolipská ulice). S sebou mohli mít zavazadla o váze maximálně 30 kg. Na shromaždišti byla jejich zavazadla podrobně prohlédnuta, a byly jim odebrány šperky, československé peníze, nebo jiné cennosti. Současně odevzdali označené klíče od svých bytů a poté se pochodem vydali směrem k hranicím a u Dolní Světlé přešli 15. června 1945 na německou stranu. Tento čin patřil do okruhu divokých odsunů. V době tohoto mimoňského divokého odsunu nebyl ještě vůbec dokončen legislativní proces zbavení Němců státního občanství a zabavení majetku. 19. května 1945 byla na německý majetek vyhlášena národní správa a teprve až 21. června 1945 byl vydán dekret k jeho konfiskaci. A až v srpnu, po postupimské konferenci byly načrtnuty konkrétní představy a skutečný organizovaný odsun proběhl po všech přípravách až v roce 1946. Pohraničí zpětně osidlovali ti, kdo zde před válkou žili. Učitelé, železničáři a další státní úředníci. Přicházeli sem lidé, kteří se ujímali národní správy různých podniků. Přicházeli také lidé s úmyslem vyrabovat co se dá. Přijížděli s prázdnými a odjížděli s plnými kufry. V červenci 1945 bylo dohodnuto umísťování lidí do Mimoně jen z vybraných vnitrozemských lokalit. Byly to okresy Poděbrady, Mladá Boleslav, a Kostelec nad Černými lesy. V červenci 1945 byl místní národní výbor změněn na místní správní komisi. Jeden z nejdůležitějších podniků, továrna na ohýbaný nábytek se rozeběhl v srpnu 1945 a závod převzal jako svou pobočku jeden z Thonetových závodů v Bystřici pod Perštýnem. Továrny Hütter&Schrantz (MITOP) a Müller&Seide (Severka) během války nepřerušily výrobu, proto mohly bez větších obtíží fungovat dál. Firma MITOP začala oficiálně existovat sloučením podniků na výrobu plsti a firma lazar, pozdější EMPE byla sloučena s továrnou na ohýbaný nábytek, která začala nést oficiální značku TON. Veřejný život se začal sdružovat do svazů, občanský život se začal sdružovat do větších celků. Tady byla velká podobnost se společenským vývojem na začátku okupace. Během května roku 1945 došlo za pomoci důstojníků Rudé armády k obnovení komunistické strany, během léta 1945 vznikla strana národně socialistická a obnovila se strana sociálně demokratická, vznikl Svaz české mládeže, na sklonku léta 1945 vznikl Svaz přátel SSSR a vznikla Československá obec legionářská. Obnoven byl Československý červený kříž, sdružení zahrádkářů a do čela sportování se postavil mimoňský Sokol.. 28. listopadu 1945 proběhly volby do výboru, složeného ze zástupců čtyř uznaných stran Národní fronty. V Mimoni to byly strany tři. Strana komunistická, národně socialistická a strana sociálně demokratická.

#### 1946–1948
Během roku 1946 byl dokončen odsun německého obyvatelstva a dokončila se větší část nového osídlení. Mimoň přešla od města německého k městu českému. 26. května 1946 proběhly parlamentní volby, v nichž v Mimoni získali komunisté přes 50% hlasů, Národní socialisté 25% hlasů a o něco méně sociální demokraté. Lidová strana získala něco kolem 3% hlasů. Živnosti a základní služby města přešly pod národní správu, a v Mimoni vznikly v letech 1945–1946 první dva obchody fungující na základě konzumního družstevnictví, které bylo před válkou velmi rozšířené. Jeden obchod byl zcela nový a druhý navazoval na dřívější německý družstevní obchod "Vorwärts". Už během roku 1945 byly odklízeny trosky z ulic zasažených bombardováním z 8. května 1945 a v roce 1946 byly v prostoru mezi kinem a Poštovním mostem připravené podmínky pro vytvoření nového náměstí, které bylo s konečnou platností upraveno v roce 1950.V roce 1947 byl statek v Okrouhlické ulici včleněn do nově vznikajících Vojenských lesů a statků, jejichž vznik souvisel se vznikem a budováním vojenského výcvikového prostoru, později známým, jako VVP Ralsko. Na politické scéně se objevila nová organizace složená z volného sdružení Československé obce legionářské (první odboj) a Svazu bojovníků za svobodu (druhý odboj), která se v únoru 1947 spojila s politickými vězni. V letech 1946–1947 vznikl Svaz žen. Období let 1947–1948 patřila dvouletému plánu obnovy národního hospodářství. Zatímco továrna MITOP opět začala zvyšovat výrobu plsti a export, továrna na ohýbaný nábytek s obrovskou předválečnou tradicí a exportem rezignovala na výrobu sedacího nábytku a přeorientoval se na výrobu kuchyňských židlí. Mezi lety 1947–1948 začaly jižní okraje Mimoně přecházet pod vojenské pásmo. Vznik vojenského pásma u Mimoně otočil vývoj předválečného letního letoviska směrem k vojenskému předpolí a naprosto změnil kulturní a společenský život ve městě. Únorové události roku 1948 daly vzniknout pod taktovkou komunistické strany, akčním výborům Národní fronty, které prováděly očistu národního života ve městě od škol po všechny stupně úřadů, mířily i na hospodářsky důležité osobnosti města, zejména v podniku MITOP a v obou tehdy hlavních továrnách vznikly lidové milice. V únoru 1948 byla v Mimoni zrušena národní správa továrny Jandl, která se přeměnila na pobočku Rukavičkářských závodů se sídlem v Dobříši. V dubnu 1948 pohltila komunistická strana v Mimoni stranu sociálně demokratickou, která tímto zde přestala existovat. Většinu kulturního života převzal Svaz přátel SSSR. Ještě v roce 1948 proběhl pokus o obnovení Pašijových her, o což se pokusil páter Jan Maria Sury. Hry se měly konat v roce 1949. Úřady tuto akci nejprve povolili pod podmínkou, že bude pojat jako kulturní brigáda. K tomu však nakonec nedošlo a hry se pak více než čtyři desetiletí nekonaly.

#### 1949
1. ledna 1949 převzal MNV Mimoň do své správy záležitosti vyklizených obcí a od tohoto data byl nově zřízený okres Česká Lípa součástí Libereckého kraje. V březnu 1949 převzal stát od hospodářského družstva mimo jiné i jeho strojní vybavení a tím se položil základ pro vznik strojní a traktorové stanice v Mimoni. Už v dubnu 1949 se tato nově vzniklá strojní a traktorová stanice podílela na rozorávání mezí při vzniku JZD v sousedních Bohaticích. 18. září 1949 byla zahájena stavba velkovýkrmny prasat Gigant. Celý areál stavělo v první fázi přes 2 500 brigádníků, a hrubá stavba, na které se nakonec vystřídalo zhruba 100 000 brigádníků z celého Libereckého kraje byla hotová do tří měsíců. Odpracováno bylo zhruba 850 000 brigádnických hodin a 28. února 1950 sem byla přivezena první selátka k výkrmu a slavnostní oficiální zahájení provozu proběhlo 31. března 1950. Areál vepřína byl v roce 2019 zbourán. Mezi lety 1948–1950 ukončuje svou činnost městská elektrárna a v areálu vznikají městské Technické služby.

#### 1950–1959
Na začátku roku 1950 vzniklo JZD Mimoň, které bylo v roce 1956 převzato Velkovýkrmnou Mimoň. Menší družstva v okolí přešla pod správu Vojenských lesů a statků, které se v roce 1953 zkonsolidovaly a přeměnily se v národní podnik. Podnik MITOP exportuje technické sukno do severských států i na západní trhy a daří se mu obnovovat strojní vybavení. Podnik TON zůstává u výroby kuchyňských židlí, kterých v roce 1955 produkuje 35.000 ks / rok. Export směřoval hlavně na východní trhy a mezi lety 1956–1960 proběhla částečná obnova strojního vybavení a rekonstrukce budov. Podnik Müller & Seide je od roku 1950 začleněn jako jeden z pobočných závodů Severky Cvikov, zjednodušil výrobu, zrušil tkalcovnu a vyráběl dámské noční košile, kapny a pracovní obleky. Teprve až v roce 1960 začíná exportovat na východní trhy. Podnik Rukavičkářské závody se přeorientoval na výrobu služebních a pracovních rukavic a v roce 1950 vznikl národní podnik Severočeské dřevařské závody. V letech 1950–1951 byla většina malých živností zrušena, či združstevněna, v areálu bývalého Dolního mlýna v Malé ulici vznikl okresní podnik místního průmyslu, známý pod zkratkou OPMP, jehož výrobní program představoval od roku 1956 zejména výrobu reprezentačního zakázkového nábytku a tento podnik se jako první v Mimoni představil na Libereckých výstavních trzích. Dostavění a rozšíření letiště Hradčany vedlo ke vzniku prvního autoparku devíti nákladních vozidel na náměstí v domu č.p. 46 / lll, které měly zajišťovat přepravu stavebního materiálu. Tím byl položen základ k zdejší provozovně podniku ČSAD, který se po rozšíření přestěhoval do Pražské ulice. Do Mimoně byla zavedená autobusová doprava, včetně linky Mimoň – Praha a zpět. V roce 1951 započala výstavba sídliště Letná, která pokračovala ještě v 60. letech. Od roku 1953 existovala v Mimoni jedenáctiletá střední škola, která nahrazovala téhož roku zrušená gymnázia. Vzniklo učňovské školství, prvním a dlouho jediným dřevařským učňovským střediskem v celých Severních Čechách, bylo učňovské zařízení podniku TON. V roce 1953 otevřel své učňovské zařízení podnik MITOP a nakonec učňovské zařízení pro dívky otevřela i Severka. V roce 1957 došlo k rozsáhlé úpravě mimoňského koupaliště.

#### 1960–1969
Státní bezpečnost zřídila dohled nad nově vzniklým vojenským prostorem. Měla přehled o veškerém provozu na místních silnicích a začaly i spory o přístup na místa, odkud byl rozhled do krajiny. Ralsko přímo zakázané nebylo, ale i sem byl přístup velmi omezován. Podle Československo-sovětské smlouvy se v roce 1965 přistoupilo k vybudování několika sil pro jaderné hlavice., z nichž jedno vzniklo u Jablonce u Mimoně a mělo zcela mimořádný ochranný režim. V roce 1960 přišla reorganizace státní správy a okres Česká Lípa se od 11. dubna 1960 stal největším okresem nově zřízeného Severočeského kraje. Páteřní železniční dopravní spoj přes Mimoň se změnil a z Liberce do Ústí nad Labem začal denně jezdit nový zrychlený vlakový spoj, který dostal později přídomek "krajánek". V roce 1961 vrcholilo slučování malých JZD kolem Mimoně, z nichž vzniklo JZD Nástup v Brništi. Rok 1960 znamenal rozšíření Strojní a traktorové stanice Mimoň do Doks a do Cvikova. Od roku 1963 se v Mimoni prováděly GO Zetor 25 a Zetor 50 v rámci celého kraje a stroje zde byly modernizovány. Veterinární a asanační ústav na Borečku, který existuje od roku 1943, byl v letech 1961–1962 modernizován a byly dodány i zahraniční technologie. V závodech se pracovalo 6 dní v týdnu a teprve až do roku 1969, kdy byla zrušena práce v sobotu, s výjimkou napracovávání státních svátků. Národní podnik TON pokračuje ve výrobě kuchyňských židlí, jejichž export na východní trhy dosáhl v roce 1964 téměř 200.000 ks. Závod MITOP postavil a do výroby uvedl novou Roto halu pro tkaní papírových plstěnců v roce 1964 a jeho export směřoval z 1/4 na východní a ze 3/4 na západní trhy a v roce 1964 zahájil také bytovou výstavbu na sídlišti Letná. Okresní podnik místního průmyslu (OPMP) Mimoň se v šedesátých letech stává v zakázkové výrobě nábytku fenoménem. Podniku bylo svěřeno vybavení zastupitelských úřadů republiky, kanceláří Československých aerolinií a Čedoku v zahraničí. Vybavoval i některé hotely, jako např. hotel Floru v Praze, nebo hotel Bohemia v Ústí nad Labem. 18. července 1964 zahájilo činnost letní širokoúhlé kino a vytvořen sportovní stadion. Město si opatřilo novou požární zbrojnici, včetně tří bytových jednotek. Mimoň byla v rámci tehdejších pravidel pravidelně od roku 1961 oceňována jako "Vzorné město severočeského kraje". V roce 1965 byl v mimoňském hřebčíně zahájen chov plnokrevných koní a v roce 1968 přišla do vojenského výcvikového prostoru Ralsko sovětská vojska, která pro své potřeby zabrala i vojenské letiště Hradčany.

### Období normalizace

#### 1970–1979

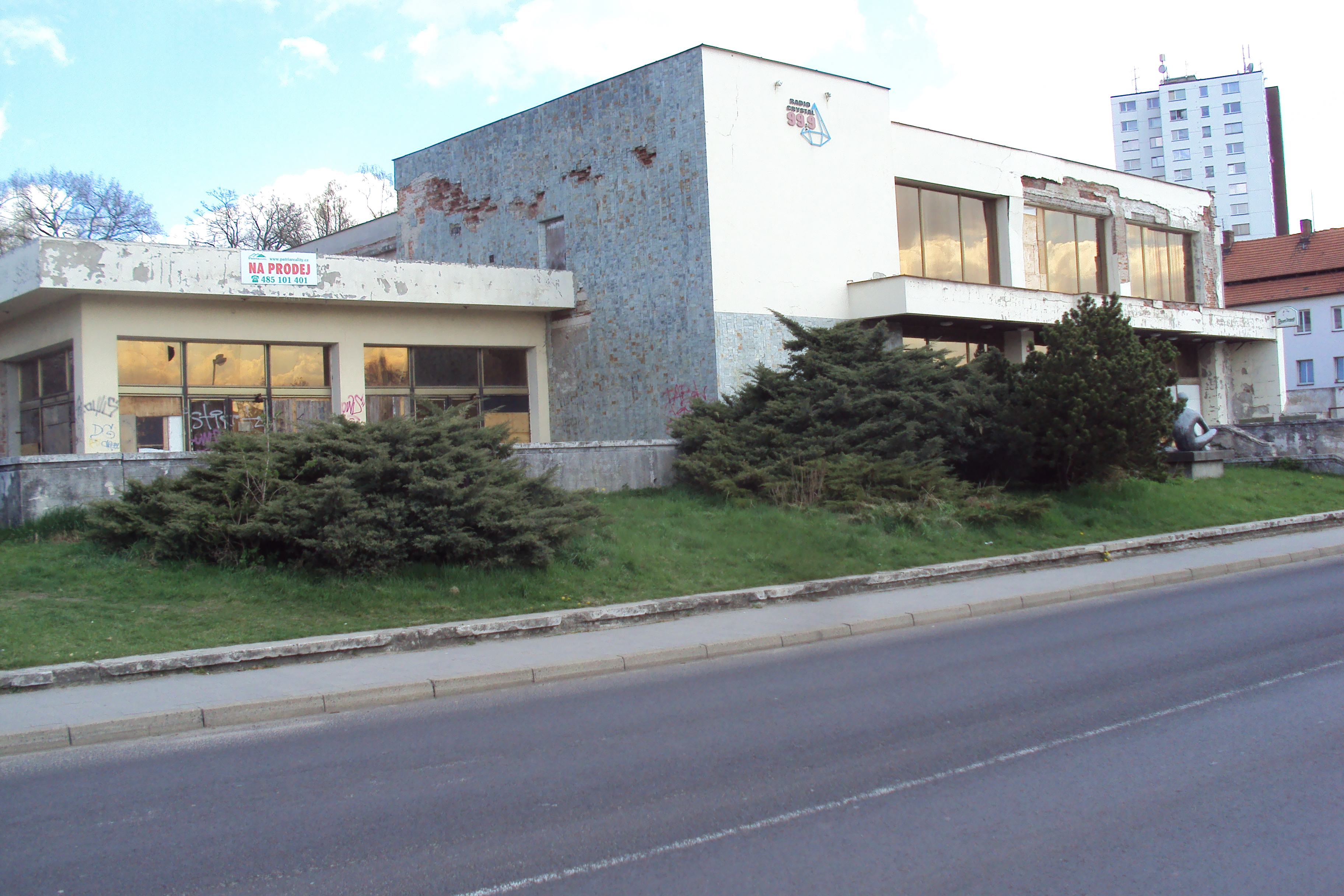
Dům družby Mimoň, postavený v akci "Z" v 70. letech 20. století

V tomto období proběhla výstavba Domu družby Mimoň (DDM), svého času největšího kulturního domu na okrese. Dům družby byl postaven v akci "Z" na Husově ulici, místo staré Jahnovy tělocvičny (Jahnthurnhalle) a hostince "U zeleného stromu", mezi místními přezdívaného "Mucha Bar". Demolice těchto budov byla dokončena 10. února 1971 a kulturní Dům družby Mimoň byl otevřen 4. května 1975. V 70. letech 20. stol. probíhala výstavba panelového sídliště pod Ralskem a v jižní části města výstavba obilného sila.

#### 1980–1989
80. léta 20. století znamenala období bourání budov a celých ulic. Na začátku 80. let, po povodni z roku 1979, byla zbourána celá pravá část Husovy ulice (z pohledu od centra, blíže k řece Ploučnici). Demolice začala 16. ledna 1980 zbouráním prvního domku č. p. 92/l a byla dokončena 1. 5. 1980. Bylo zbouráno vše, vyjma budovy tehdejších jeslí, pozdější pekárny. Nová zástavba se na tuto stranu Husovy ulice vrátila až v roce 2006 v podobě obchodního marketu Plus-Discount, později Penny Market a v roce 2009 zde v další postavené budově provozovala svůj market společnost Edeka, později Tesco. Tím byla pravá část Husovy ulice téměř zastavěná. Od roku 2020 se uvažuje o další budově v podobě třetího obchodního řetězce Lidl. Rok 1985 znamenal demolici mimoňského zámku, který stál na náměstí 1. Máje, a tímto po zhruba 415 letech přestal existovat a skončil jako podklad pro autobusové nádraží na Českolipské ulici. Stejný osud potkal o rok později, v roce 1986 starou mimoňskou radnici, která zde stála od roku 1655 také na náměstí 1. Máje. Demolice mimoňského zámku a staré mimoňské radnice znamenaly nenávratné poškození historického jádra města a urbanistického vzhledu náměstí. V roce 1985 byla zahájena regulace Ploučnice v centru města od Zámeckého mostu, která skončila až za městem v místech, kde začínají Meandry Ploučnice.

#### 1990–1999
Po společenských změnách v roce 1989 znamenalo toto období postupné ukončování, nebo utlumování činnosti mimoňských továren. Mimoňská pobočka Rukavičkářských závodů Dobříš končí svou činnost, stejně tak ukončuje činnost Okresní podnik místního průmyslu (OPMP) v Malé ulici a Zemědělské zásobování a nákup (ZZN) v Potoční ulici. Mimoňská pobočka továrny na ohýbaný nábytek TON Bystřice pod Hostýnem v tomto období ještě funguje a využívá se i vlečka (stará trať) z hlavního vlakového nádraží pro potřeby továrny TON a vojenských lesů a statků (VLS). Po dokončení odchodu střední skupiny sovětských vojsk z vojenského výcvikového prostoru Ralsko, která tam pobývala od roku 1968, v roce 1991 byl vojenský výcvikový prostor Ralsko zrušen, v celém prostoru proběhl náročný pyrotechnický průzkum a poté byl určen k civilnímu využití. Vojenské letiště Hradčany přešlo po roce 2000 pod správu tehdy nově vzniklého Libereckého kraje. Vlečka na bývalé vojenské letiště Hradčany byla zlikvidována, zbylo jen malé překladiště u Borečku. Stejně tak byly zlikvidovány bývalé továrny v Potoční ulici (bývalé ZZN, dříve "Špulkárna", bývalá továrna EMPE, Lazar&Krehr). V této lokalitě zbylo jen silo postavené v 70. letech 20. století, jako tehdy jedno z největších ve Střední Evropě a v tomto období zde ještě fungoval velkokapacitní vepřín (GIGANT). V devadesátých letech došlo i ke změnám v provozovně dopravního podniku ČSAD sídlícího na Pražské ulici. Postupně byl utlumován provoz nákladní dopravy, až zde na konci roku 2003 zbyla pouze osobní autobusová doprava, spadající od 1. 1. 2004 pod dopravní závod ČSAD Česká Lípa.

### Dvacáté první století v historii města Mimoně

#### 2000–2009
Na přelomu tisíciletí, v letech 1999–2000 nastudovali studenti mimoňského gymnázia pašijové hry pod vedením vyučující dramatické výchovy Mgr. Ireny Czuchové. Přispěli tak k obnovení tradice jejich konání v Mimoni. První představení Stadelmannových "Pašijových her" proběhlo v kulturním středisku Ralsko 19. března roku 2000. Novodobé Pašijové hry se pak konaly ještě v letech 2005, 2010 a zatím poslední představení proběhlo 29. března 2015. Započala také obnova spolkové činnosti, v roce 2004 vzniklo Společenství historie Mimoně, Ralska a okolí, v roce 2014 přejmenované na Spolek historie Mimoňska. V tomto období přicházejí do Mimoně také první větší obchodní řetězce. V roce 2006 to byl market Plus – Discount, později Penny Market a v roce 2009 EDEKA, později TESCO. Zástavba těchto řetězců pomohla vyřešit dlouhodobý problém s novou výstavbou na pravé straně Husovy ulice od jejího zbourání v roce 1981. V roce 2005 definitivně krachuje a ukončuje svou činnost továrna na ohýbaný nábytek Falcon, (bývalý podnik TON) a v roce 2003 ukončuje provoz nákladní doprava v provozovně podniku ČSAD na Pražské ulici. Od 1. ledna 2004 je zde již jen doprava autobusová. V roce 2008 proběhla rekonstrukce budovy železničního nádraží, které v roce 2017 zásluhou místního patriota pana Šťastného vyhrává prestižní ocenění nejkrásnější nádraží roku.

#### 2010–2019

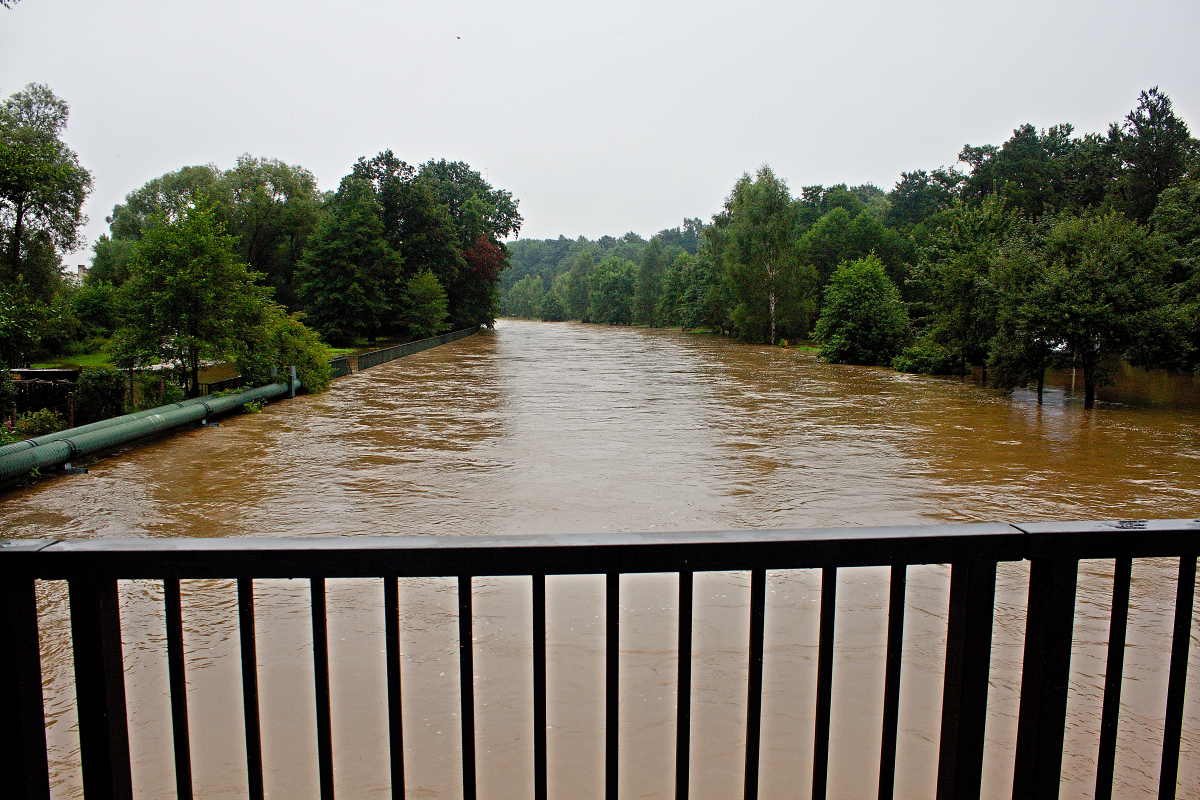
Ilustrace vodní hladiny v Mimoni. Srpen 2010

V roce 2010 zasáhla město stoletá povodeň, která vznikla spojením tří faktorů: dlouhodobě nepříznivého deštivého počasí, vzedmutí Ještědky, proti povodním neošetřeného přítoku Ploučnice u Stráže pod Ralskem a protržením hrází Kněžického a Markvartického rybníka v Jablonném v Podještědí, regulátoru toku Panenského potoka. Obě povodňové vlny z Ploučnice a z Panenského potoka se na soutoku u Zámeckého mostu v Mimoni setkaly a vytvořily obrovskou povodňovou vlnu, která se dokázala vylít i z regulovaného koryta řeky Ploučnice procházející Mimoní. Od roku 2012 začalo postupnými kroky docházet ke změně silniční dopravní infrastruktury. Na Kozinově náměstí byla původní křižovatka tvaru T nahrazena kruhovou křižovatkou s jedním slepým ramenem a na náměstí ČSA byla původní křižovatka ve tvaru Y nahrazena druhou kruhovou křižovatkou se slepým ramenem. Obě slepá ramena těchto kruhových objezdů měla být spojena tzv. Přeložkou silnic II/268 (270) pro tranzitní dopravu, která měla vést centrem města, v roce 2017 odmítnutá v místním referendu. Mezi lety 2013–2014 byla provedena humanizace (kompletní rekonstrukce) ulic Husova a Pražská, včetně kanalizace a všech rozvodů. V letech 2017–2019 proběhla ve dvou etapách rekonstrukce Nádražní ulice navazující na revitalizaci ulic v části Mimoň V. V roce 2023 započala rekonstrukce ulic Panská a Mírová, dokončená na jaře 2024, navazující na rekonstrukci ulice Nádražní z let 2017–2019. V letech 2010–2018 byl v Mimoni obnoven tradiční Masopust, který byl v roce 2019 opět zrušen; zrušeno bylo i letní kino.

## Městské symboly
Od svého povýšení na město, tj. od 16. století, používá Mimoň svůj městský znak. V roce 1875 uváděl časopis Světozor: „Za znak užívá město Mimoň štít červený a v něm stříbrnou hradbu městskou s cimbuřím, s otevřenou branou, otevřenými dveřněmi a s mříží zavěšenou. Za hradbou vystupují dvě čtyřhranné stříbrné věže s cimbuřím, cihlovými střechami a zlatými makovicemi.” Nový městský znak má vycházet z městské pečetě z 18. století, zlomený sloup uprostřed symbolizuje ničivý požár města v roce 1806. Poslední schválení a popis znaku pochází z 15. 4. 2010: V červeném štítě kvádrovaná brána s otevřenými vraty, se zdviženou padací mříží. Z brány zakončené římsou a pěti stínkami vynikají dvě kvádrované věže s cimbuřím, každá s obdélníkovým a kruhovým černým oknem pod sebou a stanovou střechou s makovicí, vše zlaté. Na prostřední stínce přeražený stříbrný antický sloup. Návrh vlajky: červený list se šikmým pruhem o šířce rovné 1/3 délky listu. Poměr šířky k délce listu je 2:3, zpracovala Heraldická komise při Státním okresním archivu v České Lípě. V roce 1994 návrh projednalo zastupitelstvo města, v říjnu 1994 jej posoudil Podvýbor pro heraldiku a vexilologii PS PČR a 19. února 1995 jej městu předseda Poslanecké sněmovny udělil. Barevná kombinace městského znaku červená a žlutá (zlatá) stejně jako barevná kombinace městské vlajky, která z městského znaku vychází, vyjadřuje volnost, stálost a svobodu.

## Školství

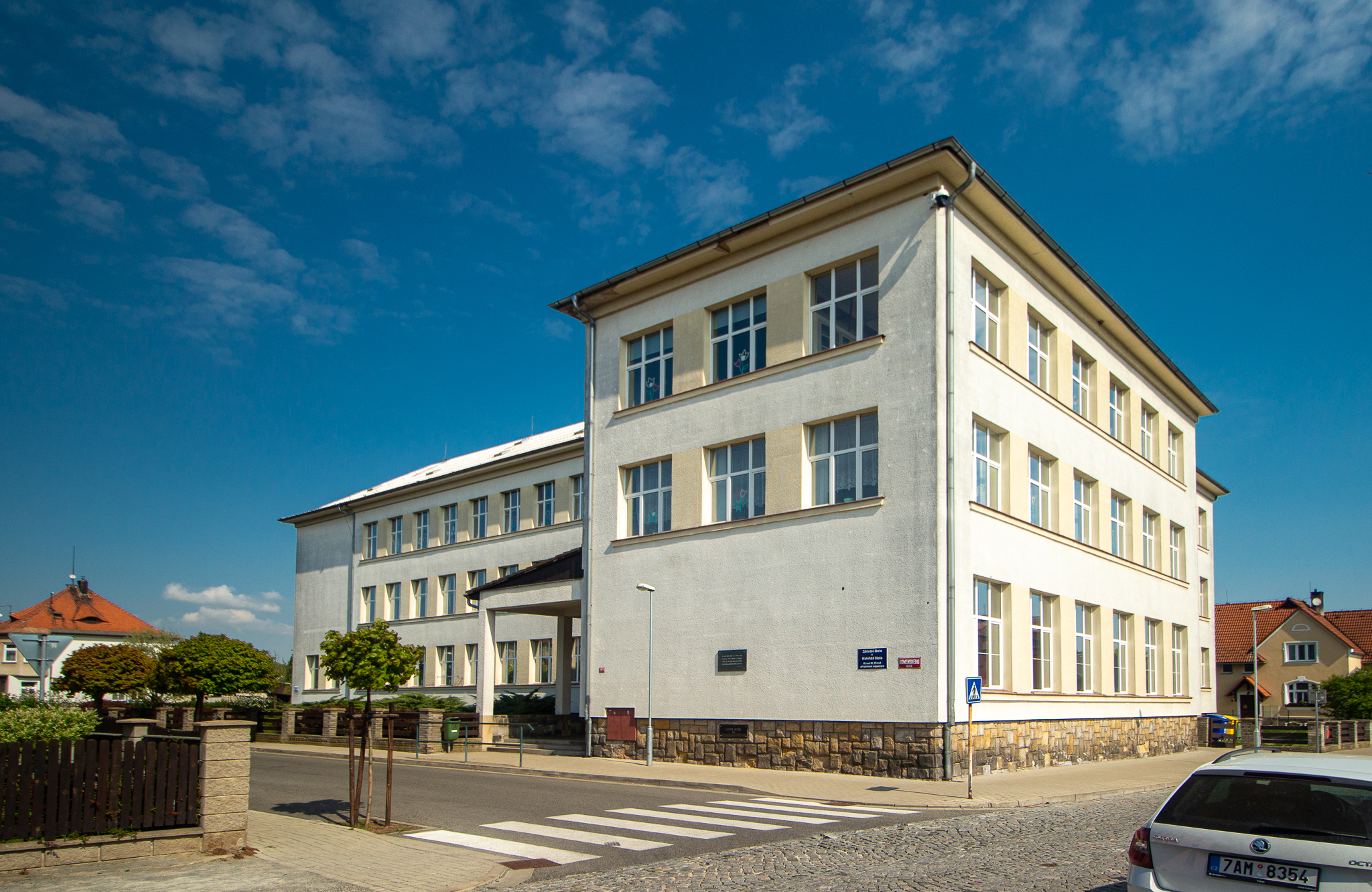
ZŠ Komenského Mimoň

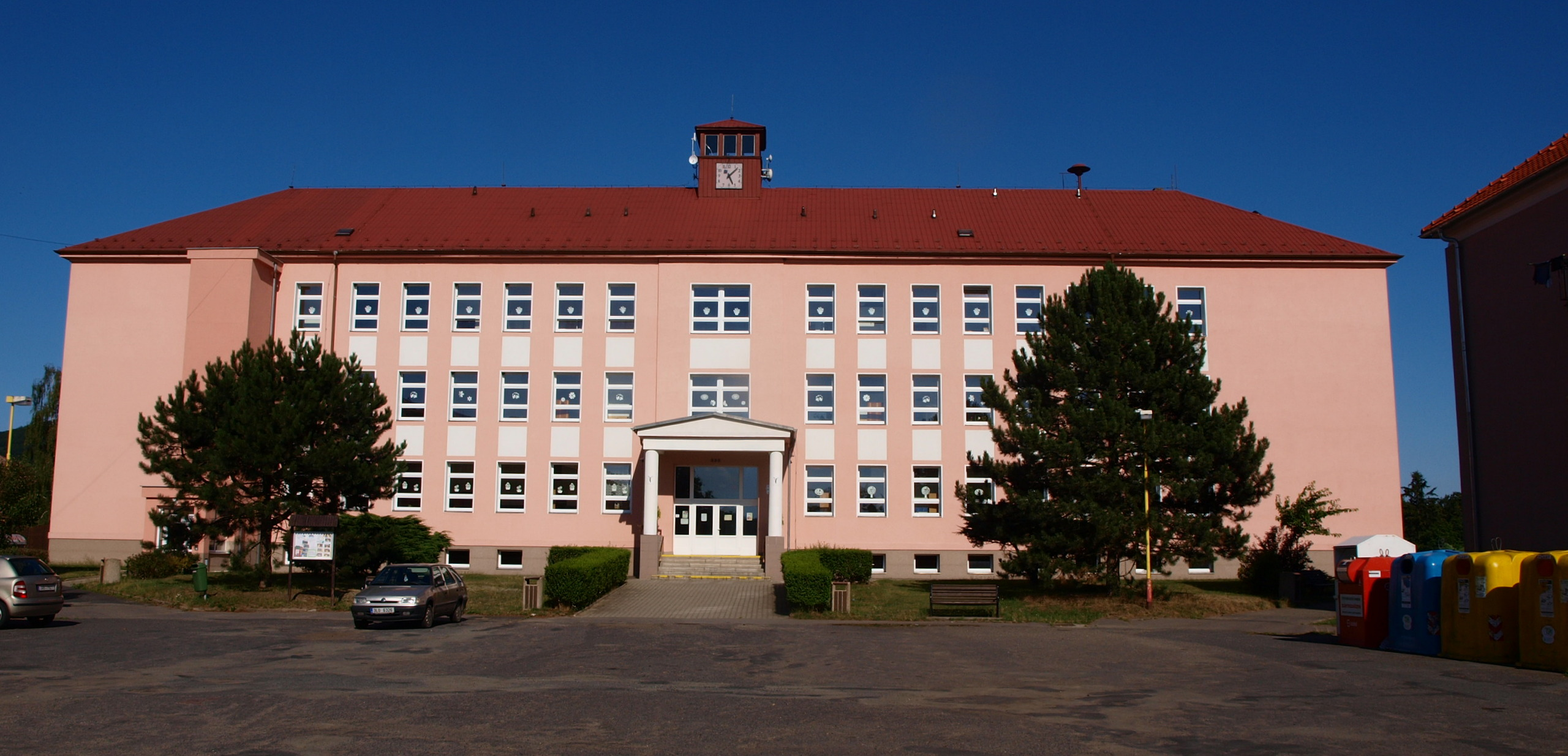
ZŠ Letná Mimoň

Od září 2011 došlo k další reorganizaci a stav je tento:
- Gymnázium Mimoň, Letná 263
- Základní a Mateřská škola Pod Ralskem 572
- Základní a mateřská škola Mírová 81
- Základní škola praktická, Letná 236

Od září 2011 došlo k administrativnímu spojení ZŠ Mírová s praktickou školou. Mimo tyto školy jsou ve městě:
- Základní umělecká škola Václava Snítila, Mírová 119
- Dům dětí a mládeže Vážka, Letná 236 (společná budova s ZŠ Praktická)

## Kultura
Ve městě je na náměstí ČSA kulturní středisko Dům kultury Ralsko, které slouží zároveň i jako kino. Ve městě funguje městská knihovna, městské muzeum a informační centrum. Město je také vydavatelem měsíčníku Mimoňský zpravodaj a zajišťuje vysílání lokálního Mimoňského infokanálu MiTel. Ve městě fungují různé spolky, např. Spolek historie Mimoňska.
Mezi lety 2010–2018 byl obnoven tradiční Masopust, který byl v roce 2019 opět zrušen. 8. května 2019 proběhl u příležitosti znovuotevření Zámeckého rybníka první ročník Zámeckých slavností. Od samého počátku se na nich prezentovaly i historické kočárky, které započaly svou tradici celorepublikového setkávání v Mimoni již 12. května. 2018. Od 27. června 2020 zde funguje Retromuzeum.

## Zdravotnictví a sociální služby
Ve městě funguje poliklinika, lékárna, sloučením domova důchodců a pečovatelské služby „Home Care“ vznikla organizace Sociální služby města Mimoně, zajišťující všechny sociální služby ve městě (chráněné bydlení, pečovatelskou službu, domov pro seniory a dům s pečovatelskou službou)

## Banky a úřady
V centru města, v ulici Mírová, spojující náměstí ČSA a náměstí 1. máje je Česká spořitelna, bankomat České spořitelny, banka Moneta s bankomatem Moneta, Městský Úřad, Městské Infocentrum, služebna městské i státní policie, pošta. V Nádražní ulici sídlí Referát státní sociální podpory, Úřad práce a Finanční úřad.

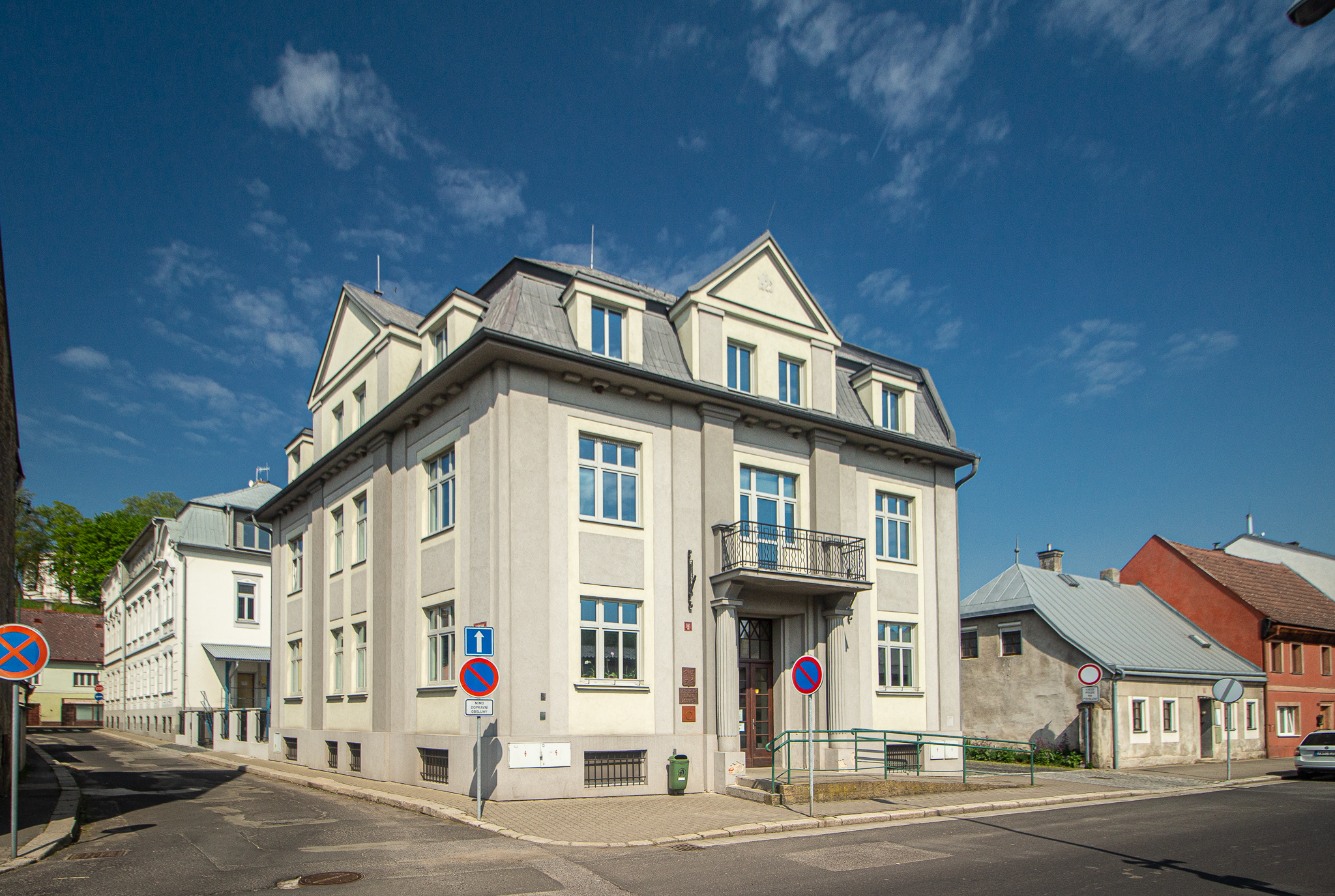
Městský úřad v Mimoni

## Doprava

### Železnice

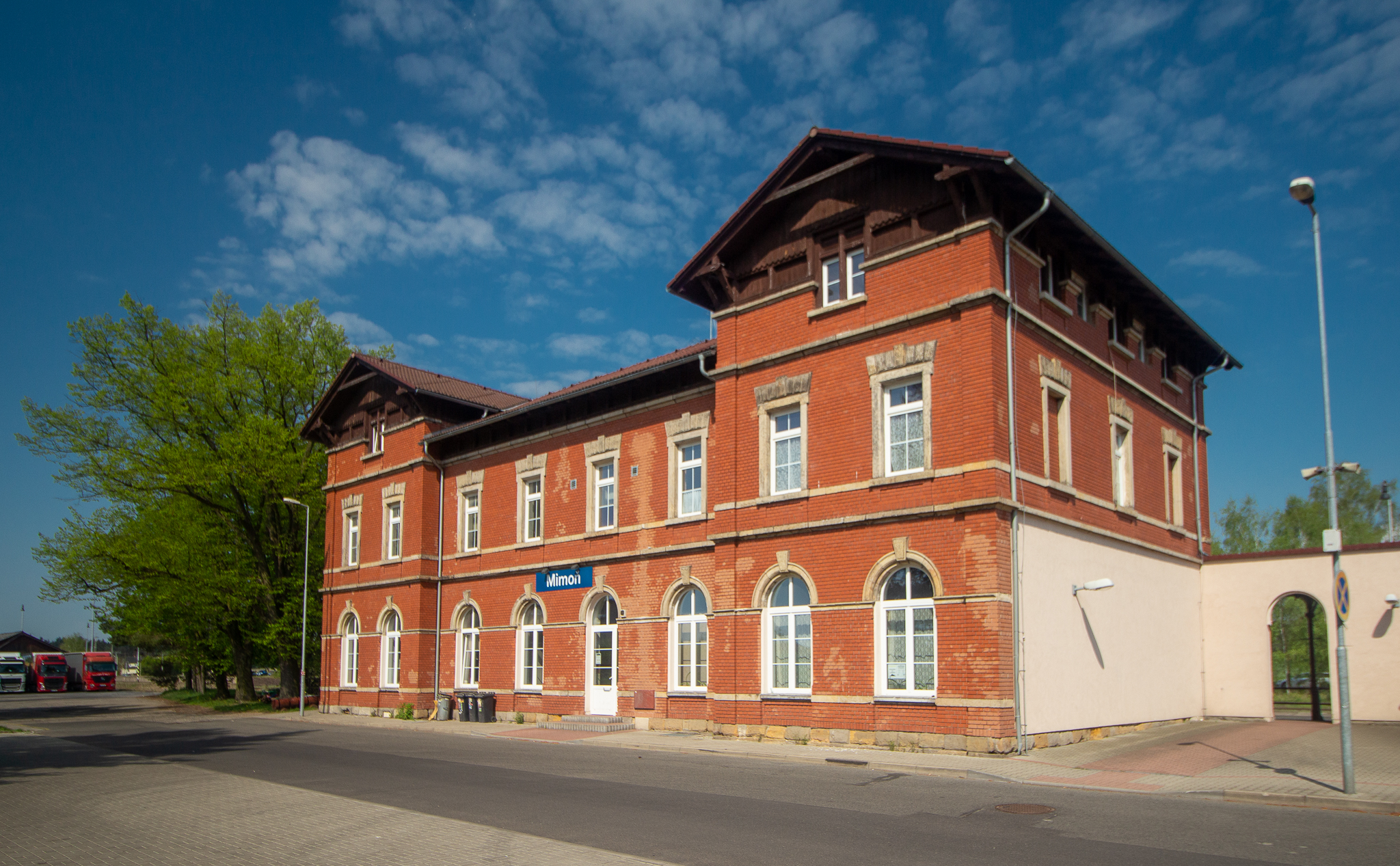
Železniční stanice Mimoň

První železniční trať byla do Mimoně přivedena 1. listopadu roku 1883. Jednalo se o lokální dráhu ze stanice České severní dráhy (Böhmische Nord Bahn – BNB) Česká Lípa, přes dnešní provozní dílny mezi Svárovskou a Lukostřeleckou ulicí, kde byla stanice místní dráhy, přes Starou Lípu, Vlčí Důl a Zákupy, kde byla odbočka k cukrovaru, a končila stanicí u továrny Falcon, označované jako „staré nádraží“. Na železnici se téměř ihned pomocí vleček napojily tehdejší mimoňské firmy Fischel (Falcon), parní pila a truhlárna Johann Meiden a firma Rudolf Lazar & Emil Kreher, pozdější firma EMPE. Tuto první lokální železniční trať postavila soukromá firma ÖLEG (Österreich Local Eisenbahn Gesselschaft). V roce 1887 převzaly provoz na této trati rakouské státní dráhy (KkStB), v roce 1893 převzala státní správa trať, jako takovou a v roce 1898 jí podmínečně prodala společnosti Ústecko-teplické dráhy (ÚTD, německy Aussig-Teplitz Eisenbahn ATE), aby jí začlenila do svého projektu transverzální dráhy z Řetenic (dnes část Teplic) do Liberce (délka bezmála 146 km), která sloužila pro přepravu uhlí ze severočeských uhelných dolů do libereckých textilek. Společnost Ústecko-teplické dráhy chtěla původně vést trasu transverzální dráhy jinudy, než přes Mimoň. Tomu se však mimoňští radní postavili a trať přes Mimoň nakonec vede, ale v jiném, než původním koridoru. Původní trasa železnice, která vedla kolem města a končila u dnešní továrny Falcon, plánům nevyhovovala a proto bylo postaveno nádraží nové na západ od města. Trať do Liberce (dnes trať 086) byla dána do provozu 17. září 1900.
Na odbočce ke starému nádraží byla osobní doprava zastavena v roce 1932. Vlečka k továrně Falcon se zachovala dodnes a zachována zůstala i krátká odbočka na překladiště směr Boreček. Nákladní doprava je zde provozována již jen minimálně, většinou jen k silu, na které je vlečka napojena také. Z trati vlečky byla vedena odbočka k bývalému vojenskému letišti Hradčany, kde bylo velké seřadiště a překladiště pro vojenskou techniku. Tato odbočná trať již neexistuje, zachoval se z ní pouze násep a torzo železničního mostu přes Ploučnici mezi Mimoní a Borečkem.

### Silniční síť

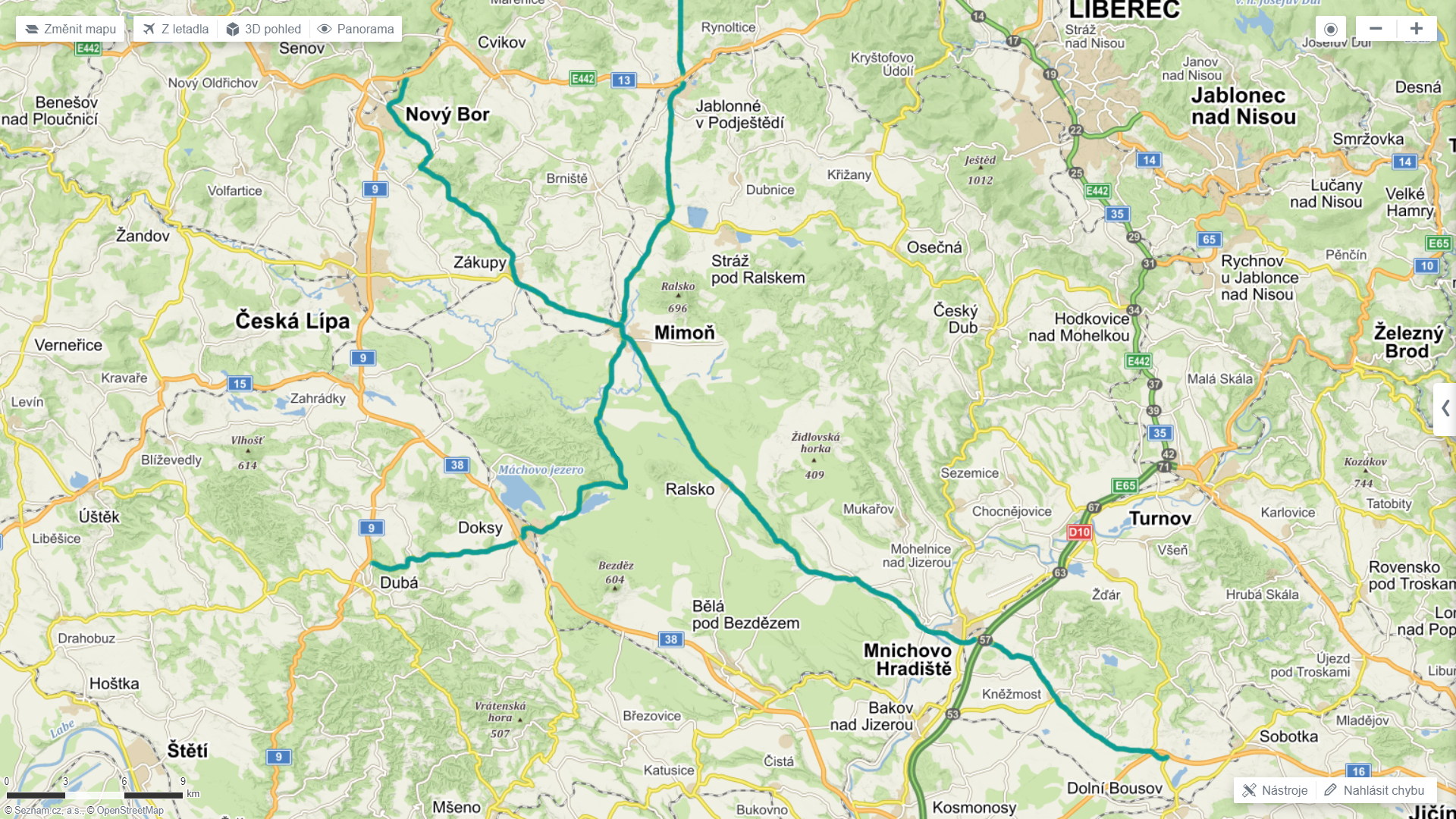
Křížení silnic II/268 a II/270 městem Mimoň

Ve městě Mimoň se křižují silnice II/268 – Horní Bousov – Kněžmost – Mnichovo Hradiště – Ralsko – Mimoň – Zákupy – Nový Bor, přes Mimoň jako ulice Pražská, Husova, Malá (Mírová), Panská a Českolipská, a II/270 Dubá – Doksy – Mimoň – Jablonné v Podještědí – Petrovice (státní hranice), přes Mimoň jako ulice Okrouhlická, Malá (Mírová), Panská, Lužická a Žitavská. Přes centrum Mimoně mezi náměstím Čsl. armády a Kozinovým náměstím procházejí obě silnice společně (peážně), avšak směry jsou rozdělené: směr k severu prochází jednosměrně ulicí Malou, směr k jihu ulicí Mírovou, krátký úsek z náměstí 1. máje na Kozinovo náměstí pak obousměrně ulicí Panskou. Na severním okraji města u silnice 270 do Jablonného a jižním okraji města u silnice 268 do Mnichova Hradiště se nacházejí čerpací stanice.
Z Mimoně vycházejí též silnice III. třídy: III/26830 na jihovýchod k čističce odpadních vod Hvězdov na území města Ralsko, III/26829 na východ přes Nový Dvůr do bývalých Svébořic na území města Ralsko, silnice III/26831 vede z blízkosti starého nádraží přes místní části Vranov a Srní Potok na sever do Novin pod Ralskem, silnice III/2708 západní stranou Letné na sever do Pertoltic pod Ralskem a Velkého Grunova.
Město začalo řešit po roce 2010 úpravy ulic a silnic řadou rozsáhlých oprav a výstavbou několika kruhových křižovatek – v roce 2011 dokončena kruhová křižovatka na náměstí ČSA, na Kozinově náměstí v roce 2012 a v roce 2014 dokončena humanizace (rekonstrukce ulice Pražské a Husovy, včetně další kruhové křižovatky na Tyršově náměstí.

### Autobusová doprava

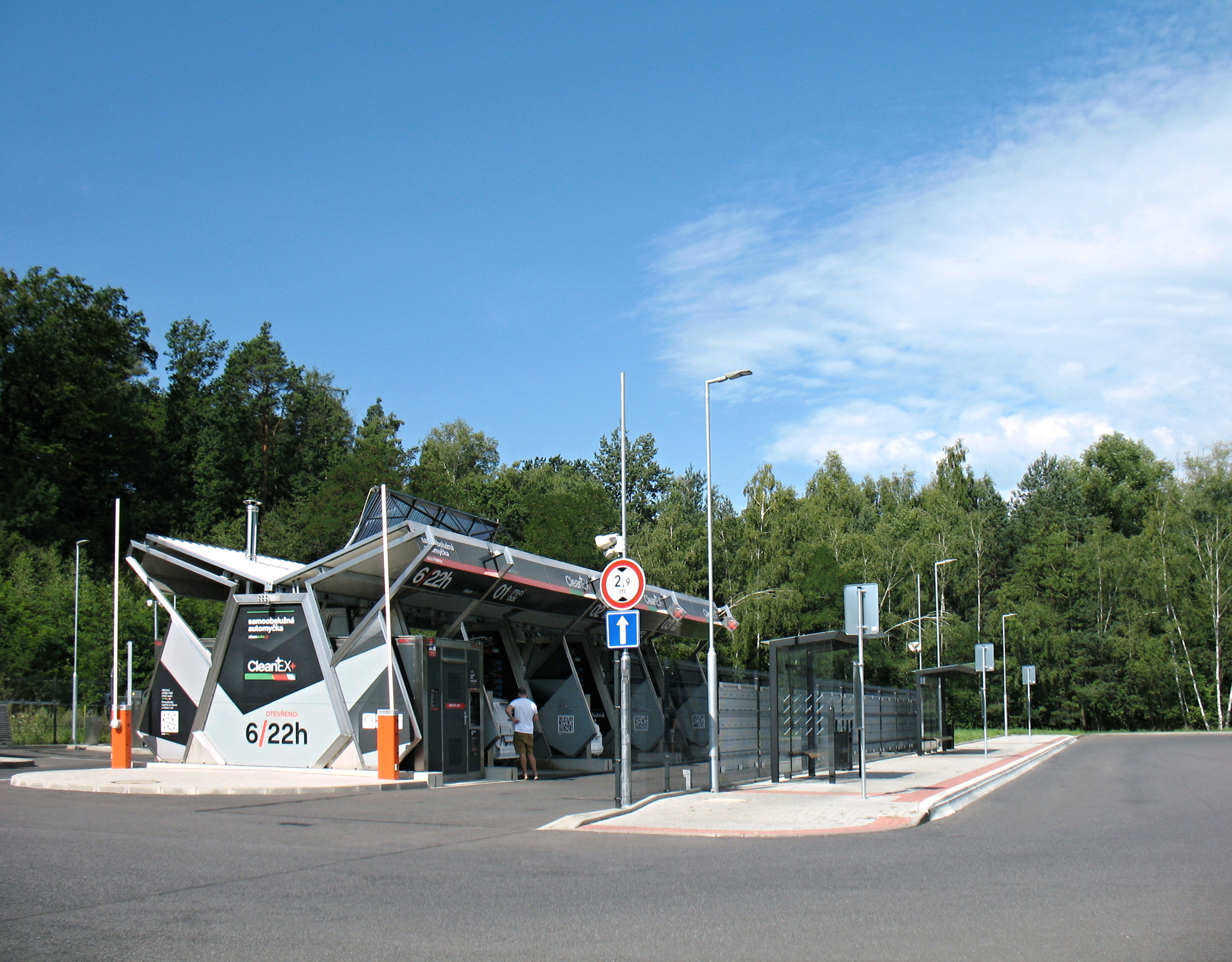
Autobusové nádraží po rekonstrukci (rok 2025)

V severní části města, u Panenského potoka, necelý 1 km pěší chůze od železničního nádraží, je autobusové stanoviště, z nějž jezdí linky do okolních měst (Česká Lípa, Jablonné v Podještědí, Liberec), ale i do Prahy. Většinu regionálních linek provozuje společnost ČSAD Liberec a. s., na dálkové trase Praha – Jablonné v Podještědí si tento dopravce konkuruje, především víkendovými spoji, s pražským dopravcem Jaroslavem Štěpánkem, linku z Mladé Boleslavi do Mimoně provozuje kosmonoský dopravce TRANSCENTRUM bus s.r.o. Takzvaná městská autobusová doprava v Mimoni je tvořena donedávna jednou, nověji již dvěma autobusovými linkami, obsluhuje i sousední města Ralsko a Zákupy a oficiálně městskou dopravou není (má licenci vydanou krajským úřadem, nikoliv městským, a je objednávaná a financovaná krajem). Do roku 2006 však tuto linku provozovala společnost vlastněná městy Mimoň a Ralsko. Ta se transformovala v soukromou společnost COMPAG CZ s.r.o. S výjimkou linky Jaroslava Štěpánka a linky TRANSCENTRUM bus jsou všechny zdejší linky včetně bývalé „městské“ linky začleněny do integrovaného systému IDOL.
Obě dálkové linky, vedené po silnici II/280, zastavují v Mimoni v zastávkách „Mimoň, kino“ (na náměstí ČSA), „Mimoň, aut. st.“ (poblíž Kozinova náměstí) a „Mimoň, Žitavská“ (u tenisových kurtů v Žitavské ulici na Letné). Srní Potok je dostupný pěší chůzí od zastávky „Pertoltice pod Ralskem, rozc.“ na téže silnici. Spoje regionálních linek zastavují kromě těchto zastávek v Mimoni také v zastávkách „Mimoň, OPMP“ (jednosměrná zastávka v centru v Malé ulici), „Mimoň, žel. st.“ a „Mimoň, finanční úřad“ (v oblasti poblíž nádraží), „Mimoň, STS“, „Mimoň, ÚSP“ a „Mimoň, MITOP rozc. 0.3“ na silnici II/268 směrem k Mnichovu Hradišti, „Mimoň, Falcon“ na Hvězdovské ulici poblíž starého nádraží, „Mimoň, Luční“ a „Mimoň, Okružní“ v oblasti Pod Ralskem, „Mimoň, Vranov“ ve Vranově a „Mimoň, MITOP“ na silnici III/2708 vedoucí na sever do Pertoltic pod Ralskem.

## Sport
Ve městě je fotbalové hřiště TJ Jiskra Mimoň s travnatým povrchem, dále tenisové kurty a veřejné koupaliště.
Na jižním okraji města (při výjezdu z města na Doksy) leží čtvrtý nejstarší hřebčín anglického plnokrevníka v českých zemích (založen v roce 1965), jehož součástí je i mimoňské dostihové závodiště.
Fotbalový A tým mužů zakončil sezonu 2010/2011 v I A. třídě Libereckého kraje na 7. místě čtrnáctičlenné tabulky. O rok později ve stejné soutěži skončil čtvrtý.

## Průmysl

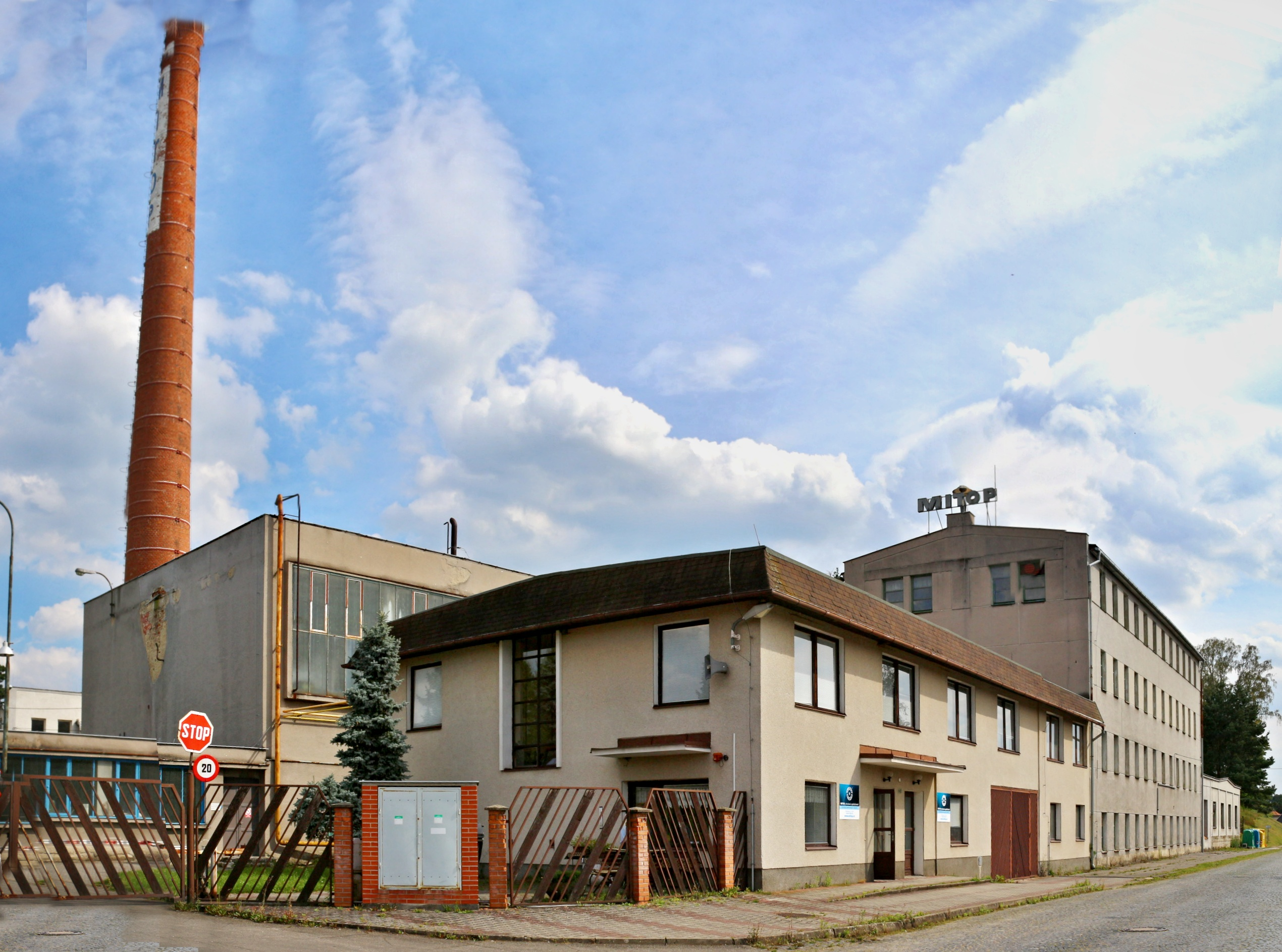
Továrna MITOP v Mimoni

Ve městě má tradici textilní a dřevozpracující průmysl. Mimoňská pobočka firmy MITOP se zabývá výrobou plstí a technických textilií a jako jediná továrna v Mimoni funguje se svým výrobním programem dodnes. Od roku 1870 existovala ve městě firma na výrobu dřevěného ohýbaného nábytku Falcon Mimoň, jako pobočný závod firmy TON Bystřice pod Hostýnem. Největší místní podnik zaměstnávající stovky lidí v roce 2005 zkrachoval. Hlavním důvodem byla ztráta amerického trhu, který byl hlavním odběratelem produkce v posledních letech. Od roku 1893 zde existuje areál Jatek, který vznikl přestavbou z původní továrny na výrobu dřevěného uhlí, dřevěných briket a dřevitého octa (Holzessig und Teerproduktefabrik). Dnešní podoba jatek vznikla v letech 1997–1998 rozšířením o sousední pozemek, kde stála další původní mimoňská továrna (Bleicherei und Appretur – Papierhuelsefabrik Wondrak), což byla původně kartounka, první v Mimoni, spojená s podnikatelem Leitenbergerem. V objektu bývalé továrny na prádlo Müller&Seide, později Severka u vlakového nádraží, který se zachoval dodnes se v současné době vyrábí dřevěné palety. Dřevozpracující průmysl zde reprezentují Vojenské lesy a Statky (VLS), které v Mimoni vznikly těsně po druhé světové válce. Rukavičkářské závody, dříve Jandlova továrna, ukončily svou činnost v 90. letech 20. století a ve stejném období byl zbourán průmyslový areál v potoční ulici (bývalé ZZN dříve Bleicherei und Appretur – Papierhuelsefabrik Wondrak, a bývalá továrna EMPE, Lazar&Kreher). Zbylo jen silo postavené v 70. letech 20. století, jako tehdy jedno z největších ve Střední Evropě. V 90. letech 20. století ukončují svou činnost také OPMP (Okresní podnik místního průmyslu), který existoval od roku 1951 v areálu bývalého Dolního mlýna v Malé ulici a Severočeské dřevařské závody (LINETA), ve Svébořické ulici. Z bývalých podniků OPMP, TON a LINETA vznikly městské Brownfieldy.

## Památky
Z původních historických staveb města se do dnešní doby dochovalo jen málo. Roku 1806 postihl město požár, který pohltil 283 domů vnitřního města a to včetně kostela, fary, zámku, školy i radnice s celým archivem. Z bezpečnostních důvodů byl vydán zákaz výstavby dřevěných domů. Zachovalé dřevěné domy v Lužické ulici a okolí jsou z doby před rokem 1800. Některé památky byly v letech 1985–1986 zbořeny, tento osud potkal roku 1985 mimoňský zámek a roku 1986 starou radnici. Řadu církevních památek propojuje naučná stezka Poutní cesta Mimoň.

### Sloup Nanebevzetí Panny Marie

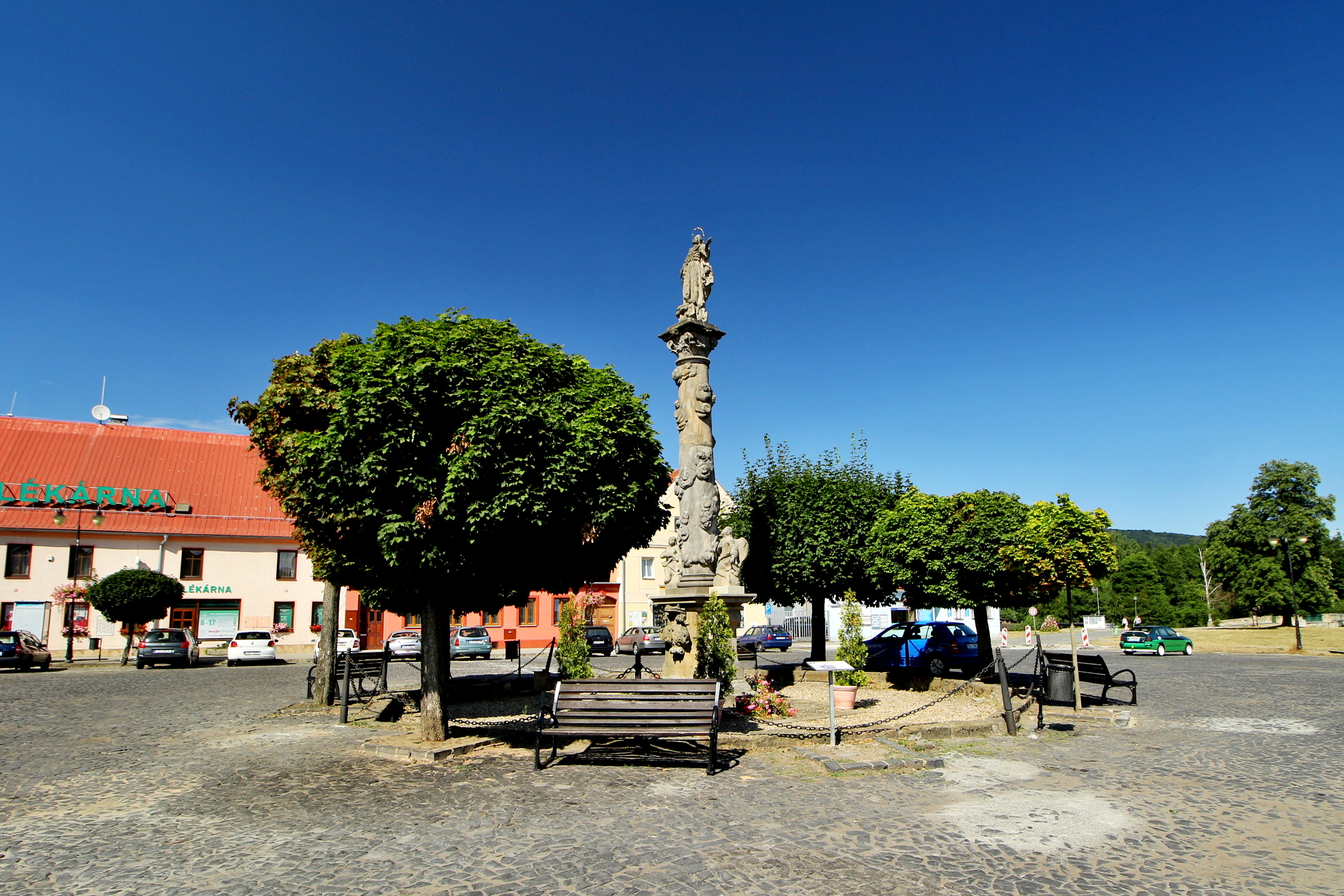
Sloup Nanebevzetí Pany Marie na centrálním náměstí 1. máje v Mimoni

Sloup s Pannou Marií Vítěznou (Santa Maria de Victoria), neboli také jinak zvaný Mariánský sloup, na dnešním náměstí 1. Máje byl postaven r. 1677, kdy byl slavnostně 7. září vysvěcen. Zřizovatelem byl tehdejší zdejší úřadující hejtman a měšťan Matyáš Liebstein. Podoba tohoto Mariánského sloupu byla praktický stejná s dnešní, kromě podstavce, který se v průběhu staletí změnil.
Základní podstavec sloupu byl s největší pravděpodobností zdoben dnes již nedochovanými reliéfy, které byly při rekonstrukci odstraněny a nahrazeny doplňky, z nichž nejvýraznější je na západní straně, spojené erby rodů Putzů z Adlersthurnu a hrabat z Hartigů. Po stranách na sever a na jih jsou prosté tvarované podstavce, na kterých směrováni na západ stáli dva andělé. Celý sloupový podstavec stojí uprostřed základového stupňovitého čtvercového podstavce o třech stupních, od roku 1900, při dláždění náměstí zasypaném. V rozích nejširší stupňovité základny stály sochy čtyř světců: sv. Václava, sv. Zikmunda, sv. Jana z Nepomuku a sv. Františka. Kolem roku 1850 došlo k poškození a zničení sochy sv. Václava a zbývající tři sochy byly následně přemístěny. Sochy sv. Zikmunda a sv. Františka před Umrlčí kapli u kostela, socha sv. Jana Nepomuckého se souhlasem tehdejší městské správy k poli hostinského Zippeho vlevo na počátku rovinky silnice II/268 z Mimoně do Zákup, kde stála až do padesátých let 20. stol. Celý komplex sloupu byl po nuceném odstranění výše uvedených soch obklopen železnou mříží, která byla odstraněna až roku 1900 a celý prostor náměstí byl v tomto roce vydlážděn. Vlastní sloup je bohatě zdoben reliéfy a na jeho vrcholu stojí v životní velikosti Panna Marie se svatozáří.
Čtvercová třístupňová základová deska nese vlastní podstavec, který tvoří dva na sobě ležící hranolovité kameny. Na tomto podstavci leží sloupová deska. Samotný sloup má průměr přibližně 63 centimetrů a vysoký je přibližně 4,5 m. Vlastní socha o výšce asi 1,65 m stojí na čtvercovém podstavci. Veškerý materiál tvoří tvrdý pískovec. Další rekonstrukce jsou zaznamenány v roce 1881 a v červnu 1935. Poslední rekonstrukce trvala od začátku nového tisíciletí až po rok 2006. Nyní je sloup obklopen 7 vzrostlými stromy. Zatímco celek sloupu včetně hlavice je původní, socha Panny Marie je kamenosochařskou kopií z doby po roce 2002. Maria má dnes svatozář s 8 hvězdami, původně však měla paprsčitou svatozář s 10 paprsky.

### Zámecký park

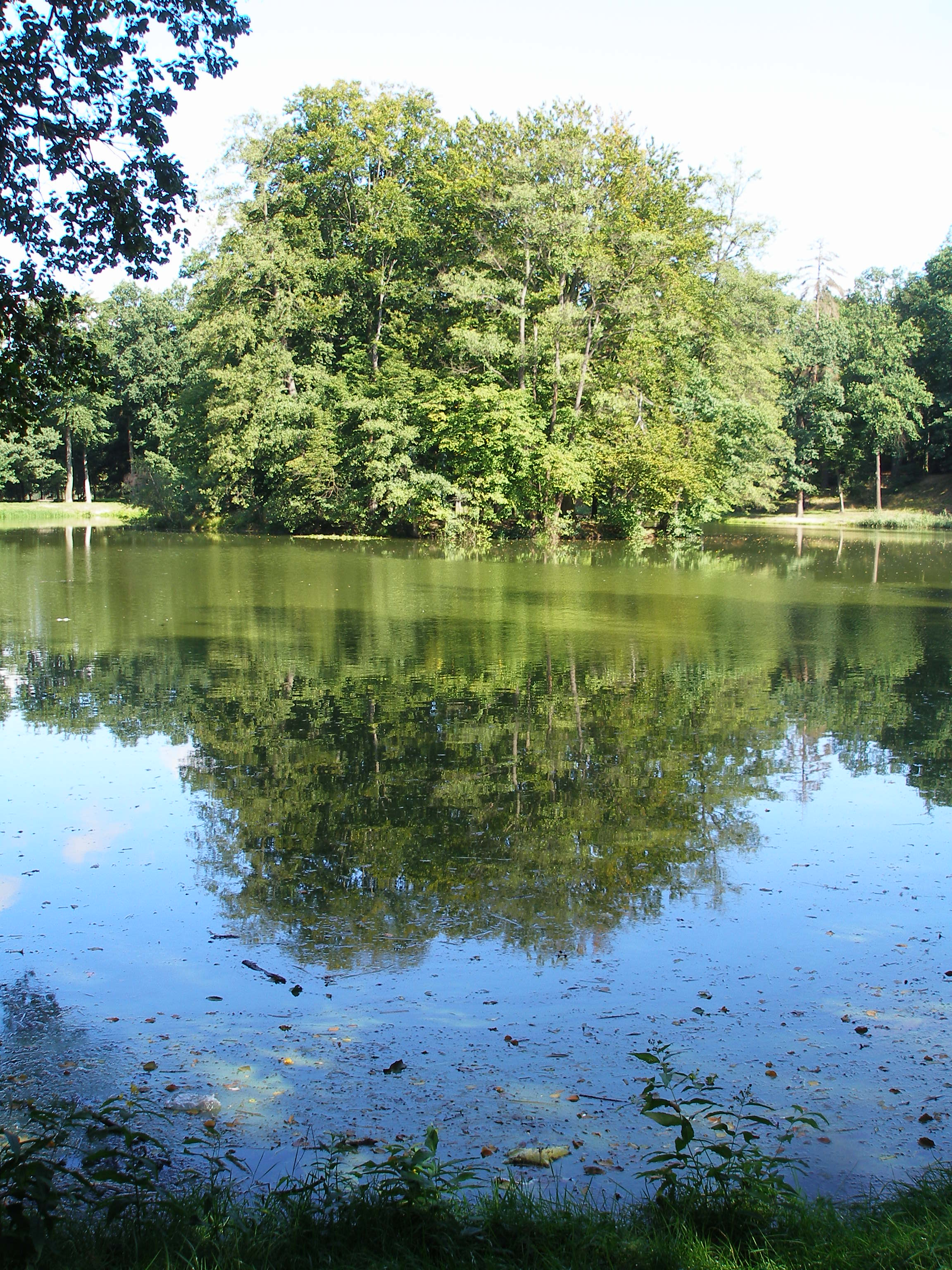
Rybník s ostrůvkem uprostřed zámeckého parku

Vznik zámeckého parku v Mimoni je spojován s barokní přestavbou mimoňského zámku do barokní podoby ve druhé polovině 17. století. Z této doby je historicky doložené rozšíření původní zámecké zahrady na levý břeh řeky Ploučnice. Tehdy se jednalo o kombinaci mírně upravovaného přírodního prostředí a hospodářského využívání lesa s rekreační oddychovou funkcí a byl s mimoňským zámkem, resp. se zámeckou zahradou propojen lávkou přes řeku Ploučnici. Určitou představu o jeho tehdejší podobě poskytuje zobrazení v mapách prvního vojenského mapování z roku 1764–1768. Zámek, se kterým byl zámecký park spojen lávkou přes řeku Ploučnici, stál do roku 1985 na protilehlém břehu řeky Ploučnice, která mezi parkem a zámkem protékala. Do dnešních dnů se v místech bývalé zámecké zahrady, dnešní travnatá plocha po bývalém zámku a zámecké zahradě, na východní straně náměstí 1. máje, zachovaly původní vzrostlé stromy. Samotný park byl původně zřízen jako bažantnice s hájovnou. Opravu, rozšíření a přebudování na anglický park zahájil dle vlastního návrhu, kolem roku 1785 František de Paula hrabě z Hartigu a další, tentokrát klasicistní přestavba parku přišla v první třetině 19. století. Podobu zámeckého parku po klasicistní přestavbě můžeme vidět na císařském otisku mapy stabilního katastru z roku 1843. V zámeckém parku dříve stál pomník hraběnky Colloredové, rozené z Vrbna, matky manželky Františka de Paula Hartiga Eleonory (nedochoval se) a byla zde i růžová zahrada se dvěma gloriety. Nic z toho se však nedochovalo. Dochoval se opravený pomník básníku Horatiovi, a na nejvyšším místě nad tímto pomníkem stála vyhlídková věž v podobě čínské třípatrové pagody, na konci klasicistní přestavby nahrazená novým glorietem. Do dnešních dní se z této vyhlídkové věže dochovalo pouze základní čtvercové plato. K vyhlídkové věži vedly schody od prameniště, vybudovaném v roce 1785, které se do dnešních dnů dochovalo a je přesnou kopií prameniště Géronstére v lázních Spa v Belgii, kde se hrabě Hartig úspěšně léčil.
Klasicistní přestavba zámeckého parku představovala jeho rozšíření jižním směrem a vybudování zámeckého rybníka s nesymetrickým ostrůvkem uprostřed. Na ostrůvku byla umístěná panská lázeň a vedla k němu nízká dřevěná lávka bez zábradlí, umístěná těsně nad hladinou rybníka. Na ostrůvku se také konaly slavnosti místních mimoňských spolků a v létě pravidelné nedělní koncerty. V zimě se na rybníce bruslilo, mimoňský bruslařský spolek u něj pravidelně každou zimu zřizoval stánek s horkým čajem, svařeným vínem a ohřívárnou pro bruslící veřejnost a k obveselení vyhrával flašinet a později gramofon.
V této podobě byl park udržován více, než 70 let, než byl spolu se zámkem v roce 1945 zkonfiskován československým státem.
Velkou změnu ve vzhledu části zámeckého parku, která vedla podél řeky Ploučnice, znamenala regulace koryta řeky Ploučnice v 80. letech 20. století. Další novodobé rekonstrukce v zámeckém parku proběhly v roce 1998 a v letech 2014–2018 proběhla revitalizace zámeckého rybníka a částečně i jeho středového ostrůvku, který dnes tvoří jižní část zámeckého parku. Na tomto ostrůvku bylo ještě v 80. letech 20. století možné spatřit zbytky velkého dřevěného altánu, který se na tomto místě nacházel. Prameniště Géronstere bylo v roce 2018 také nově zrekonstruováno. Po okraji parku podél řeky Ploučnice vede od roku 2012 cyklostezka a i tato část zámeckého parku zároveň v těchto letech prošla revitalizací. Centrální část zámeckého parku (bývalá původní bažantnice), včetně jeho východní části s budovou pravděpodobně bývalé hájovny, či obydlí správce parku, na svou revitalizaci teprve čeká.

### Pískovcové sklepy

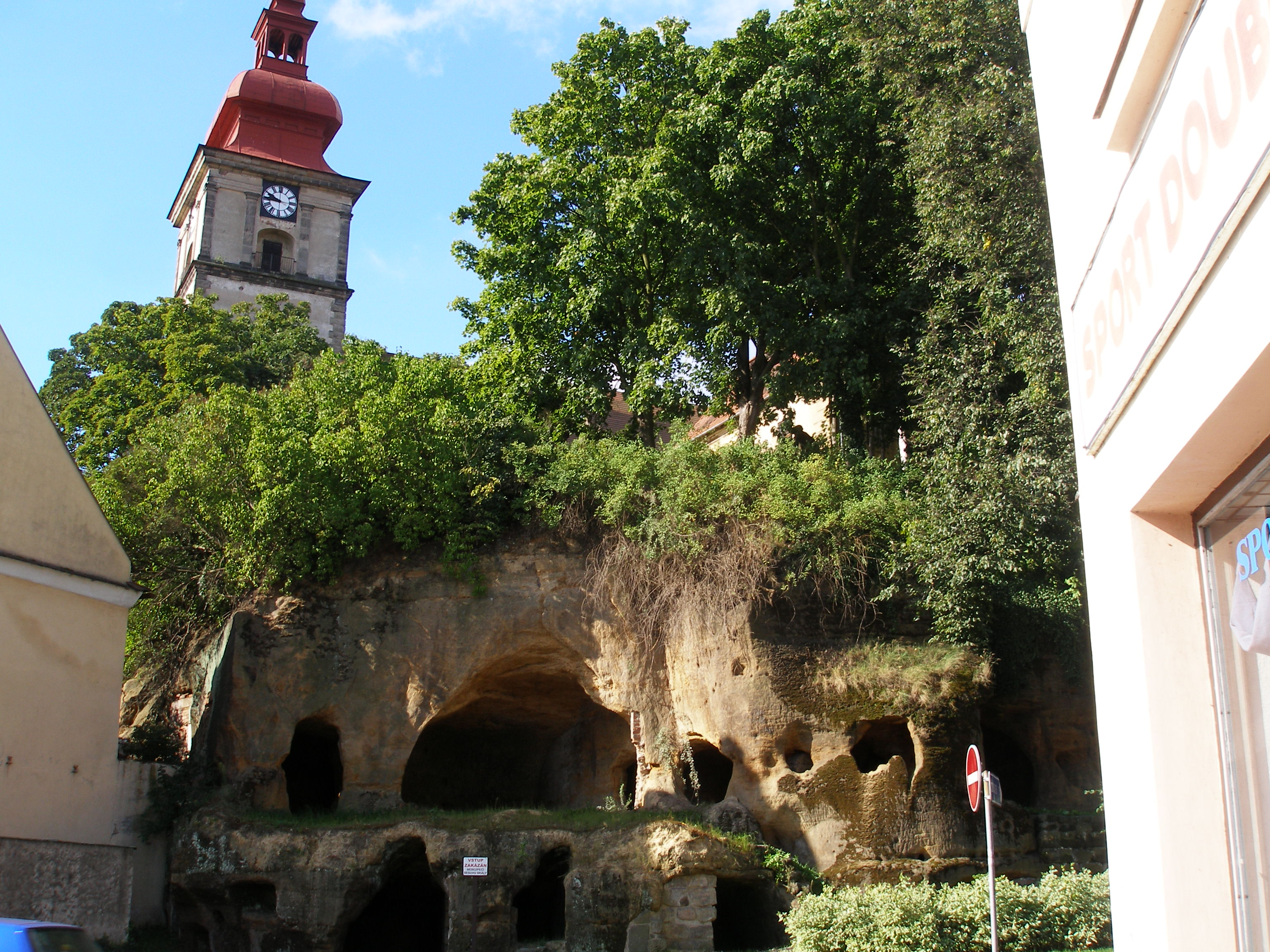
Pivovarské pískovcové sklepy pod kostelem sv. Petra a Pavla

Pod kostelním vrchem se nacházejí unikátní pískovcové pivovarské sklepy s chodbami. Ty jsou však z bezpečnostních důvodů nepřístupné.
Vznik, resp. využití těchto podzemních prostor jako pivovarských sklepů souvisí se vznikem obnoveného pivovaru v roce 1666, který nechal postavit tehdejší majitel mimoňského panství František Edmund Putz z Adlersthurnu a pivovarské sklepy vznikly z původních obrovských podzemních slojí, rozprostírajících se pod Kostelním vrchem, které na budovu obnoveného pivovaru přímo navazovaly. Obnovený pivovar byl po první světové válce roku 1919 zrušen, budova pivovaru stála až do roku 1924. Když v červnu roku 1924 vyhořelo původní a první mimoňské kino Excelsior, bylo rozhodnuto budovu již nepoužívaného pivovaru přestavět na nové kino, které na tomto novém místě zahájilo 2. listopadu roku 1930 promítání.
Léta skrytá sklepení v kopci pod kostelem objevili na jaře 2001 dělníci při parkových úpravách prostoru pod barokními sochami v okolí Kostelního vrchu, kdy došlo ke zřícení jedné z venkovních sklepních stěn. Při následném čištění sklepení vyvezla nákladní auta tuny odpadu. „Sklepy jsou velice rozlehlé, vykopány byly pro místní pivovar již ve středověku“ řekl historik Okresního vlastivědného muzea v České Lípě Ladislav Smejkal. Z tohoto vyjádření historika lze usuzovat, že tyto pivovarnické sklepy sloužily i pro původní první pivovar v Mimoni, který stál na místě dnešního domu č.p. 48/lll. Podle historika Ladislava Smejkala si sklepů všiml v sedmnáctém století i spisovatel Bohuslav Balbín a přiřadil je k soupisu zajímavostí z Čech. Po druhé světové válce, kdy se Mimoň stala vojenským městem, byly sklepy zřejmě záměrně veřejnosti utajovány.
Okolí zřícené stěny pískovcových sklepů bylo ponecháno v původním stavu a dovnitř je vstup přísně zakázaný.

### Památné stromy
Na území Mimoně se nalézají dva stromy, prohlášené za památné; oba přímo ve městě:
- Buk lesní červenolistý vedle budovy železniční stanice na západním okraji města[souř 1][40]
- Lípa velkolistá zvaná též Zámecká lípa v areálu bývalého zámku v centru města, u nábřežní zdi na pravém břehu Ploučnice[souř 2][41]

## Současná architektura
Na okrajích Mimoně jsou sídliště s cihlovými a panelovými domy. Na severním okraji sídliště Letná z 50. let 20. století s cihlovými domy a na jihovýchodním okraji sídliště pod Ralskem ze 70. let 20. století. s domy panelovými.

### Sídliště Letná

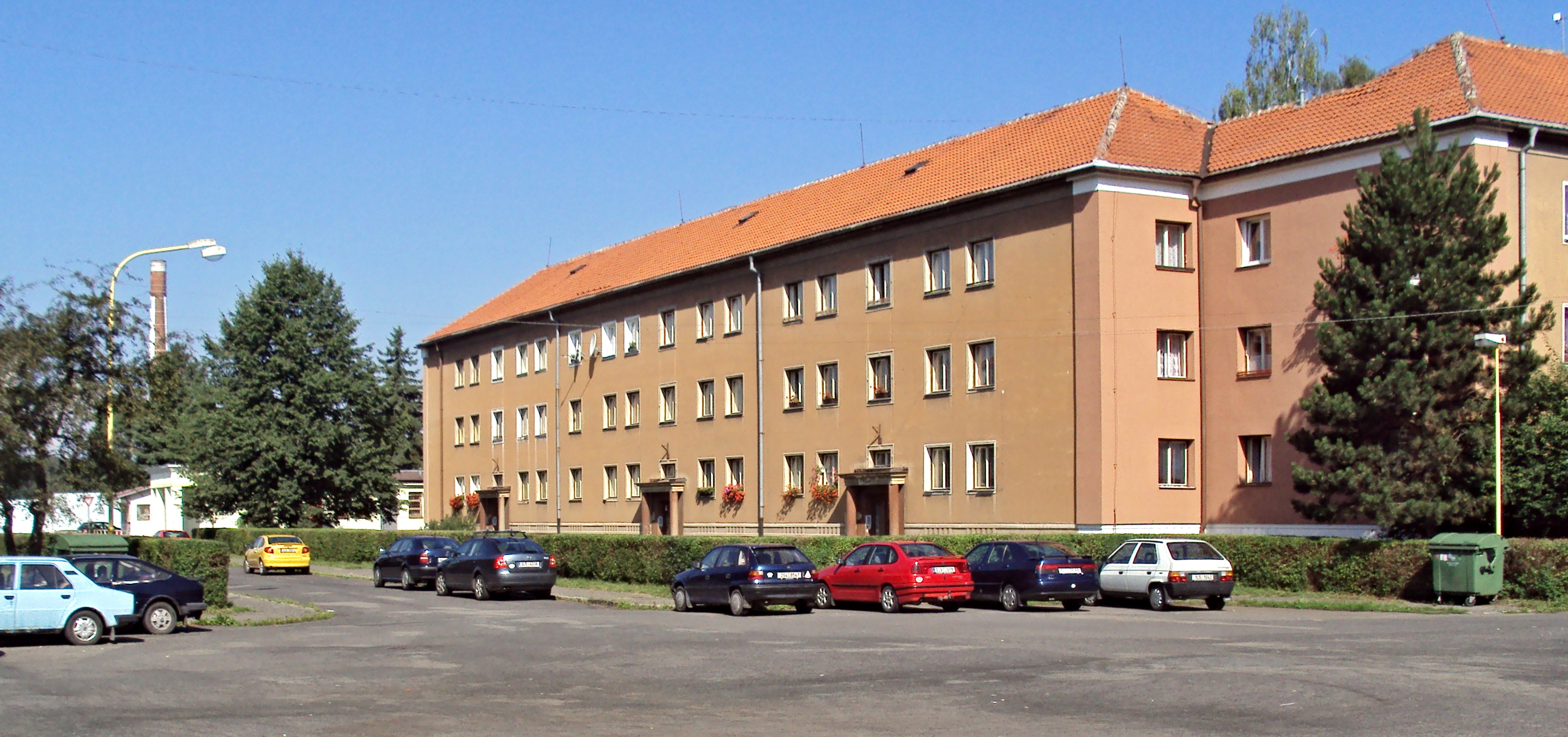
Sídliště Letná

Sídliště Letná spadá pod městskou část Mimoň IV. Toto sídliště bylo postaveno na vrchu s původním názvem Töpferberg (Hrnčířský vrch) na místě někdejších polí po roce 1952 pro důstojníky mimoňského útvaru letectva z nedalekého vojenského letiště v Hradčanech. K cihlovým činžovním domům byla přistavěna kotelna pro dálkové vytápění domů, která již svému účelu neslouží, obchod se smíšeným zbožím a roku 1960 byla dostavěna osmiletá základní škola na Letné, včetně družiny a pozemků pro praktickou výuku. Od roku 2010 se z této základní školy stala škola praktická. Později bylo sídliště rozšířeno pro civilní zaměstnance Vojenských lesů a statků a také zde byl vystavěn jeden činžovní dům pro zaměstnance zdejšího podniku MITOP, který přešel do soukromého vlastnictví. Ostatní činžovní domy na tomto sídlišti jsou v majetku města Mimoň. V roce 1968 byla postavena montovaná stavba desetileté základní školy J. A. Gagarina pro děti důstojníků sovětské okupační armády dislokované ve vojenského prostoru Ralsko. Po jejich odchodu se do budovy roku 1990 nastěhovalo nově zřízené mimoňské gymnázium. Na sídlišti Letná jsou tenisové kurty a těsně pod Letnou se nachází areál místní tělovýchovné jednoty TJ Jiskra Mimoň.

### Sídliště pod Ralskem

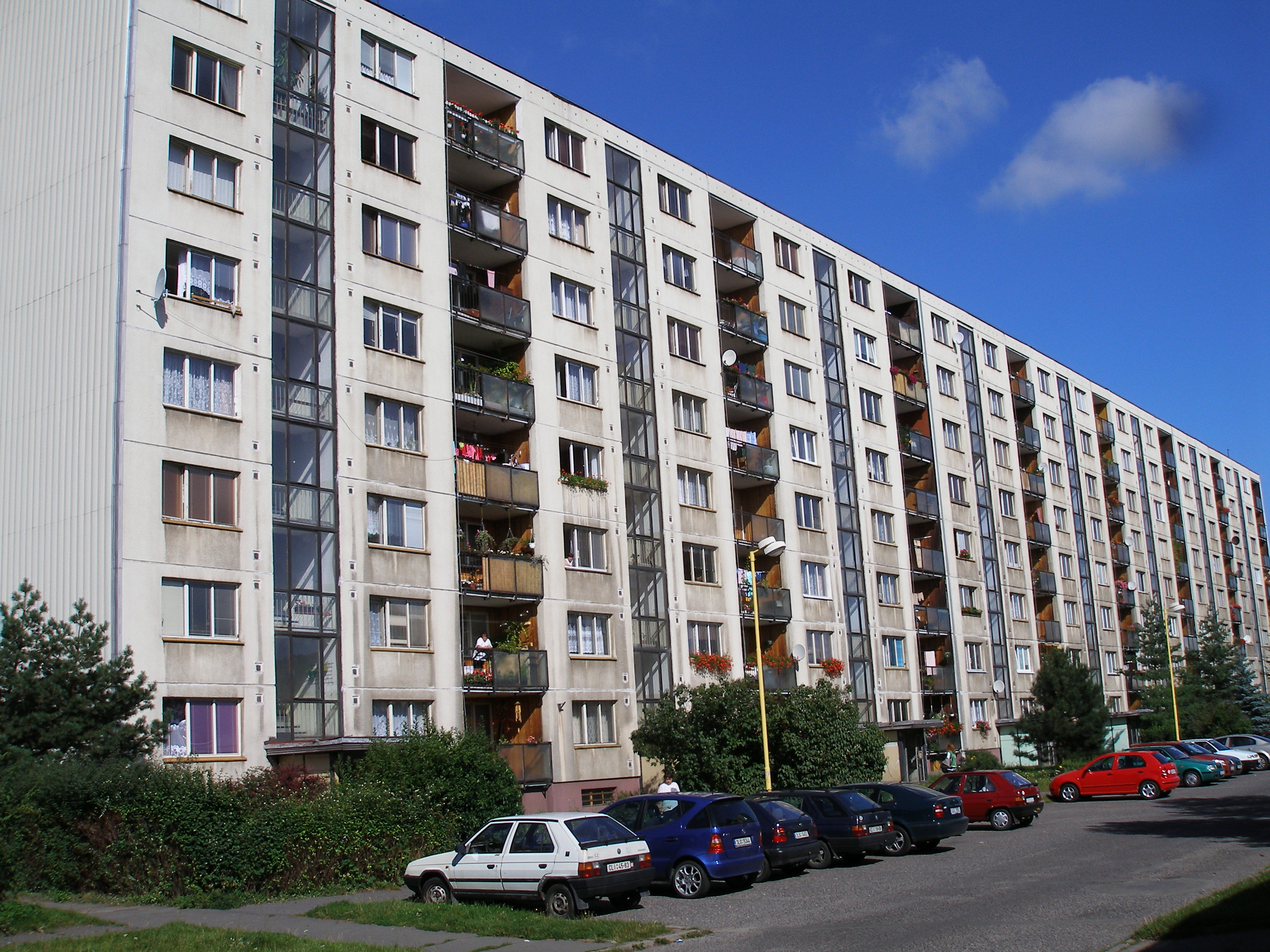
Sídliště pod Ralskem

Panelové sídliště ze 70. let 20. století rozdělené na dvě části. Na tzv. Horní sídliště pod Ralskem a Dolní sídliště pod Ralskem.

#### Horní sídliště pod Ralskem
Nachází se nad ulicí Husovou, dobře viditelné, díky dvěma dvanáctipodlažním domům, které zároveň tvoří nezaměnitelné panorama města. Na horním sídlišti pod Ralskem se nachází obchod s potravinami, základní škola se sportovním areálem a mateřská školka. Pod horním sídlištěm pod Ralskem se nacházelo již zrušené letní kino. Okraje sídliště navazují na Zámecký park a z druhé strany na domkovou zástavbu.

#### Dolní sídliště pod Ralskem
Nachází se vedle Zámeckého parku, na který navazuje v jeho spodní části. Dolní sídliště pod Ralskem bylo vystavěno v 80. letech a na konci 80. let 20. století, v roce 1989 přibyly dva věžové, dvanáctipatrové domy, které vyrostly v místě původní Vranovské aleje u Zámeckého parku. Na druhém konci sídliště navazuje na domkovou zástavbu a je zároveň na severovýchodní periferii města směrem k Vranovu.

## Turistika

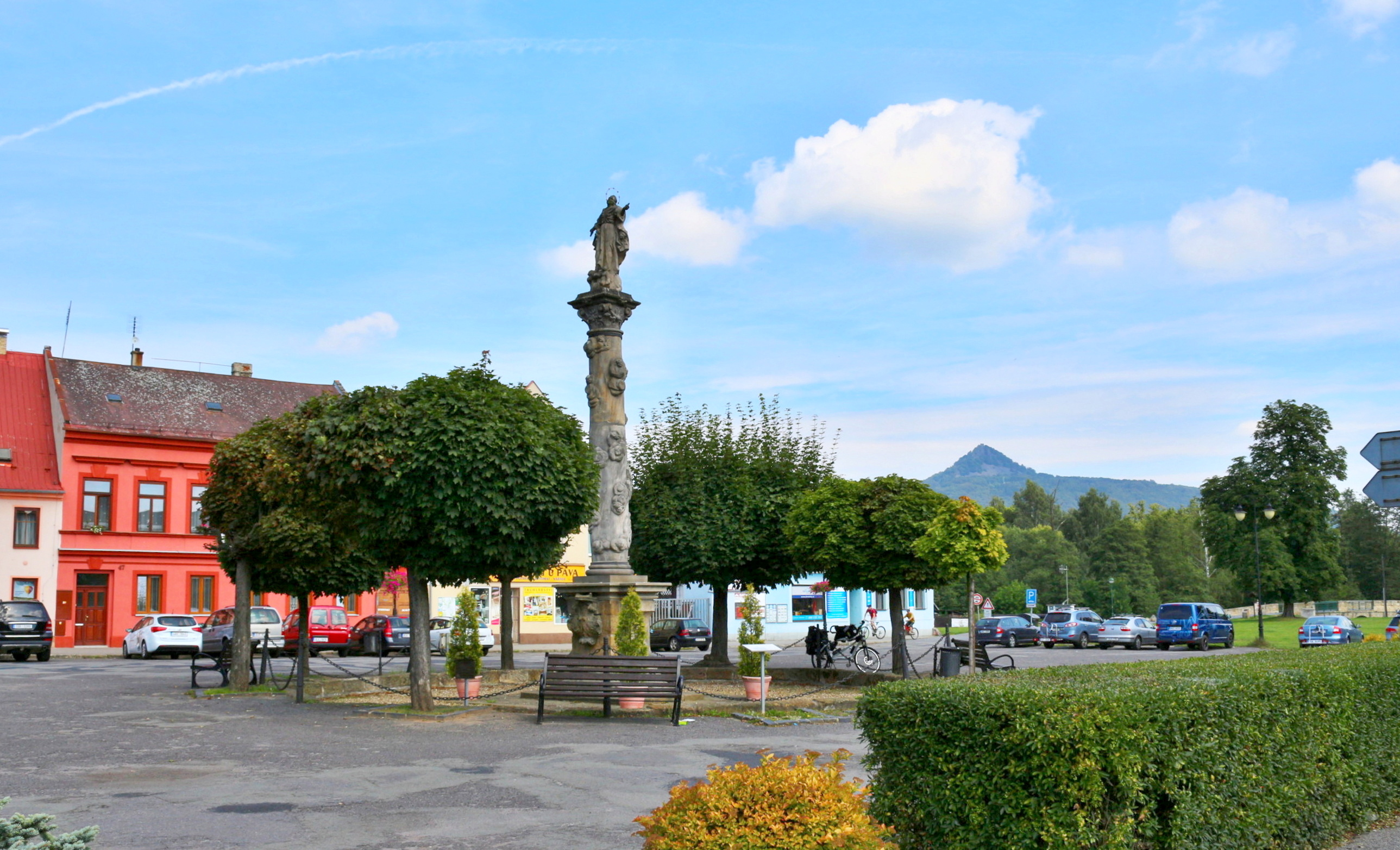
Náměstí 1. máje se sloupem Panny Marie, v pozadí snímku hora Ralsko

V okolí Mimoně jsou poměrně rozsáhlé borové lesy, jež jsou oblíbeným cílem houbařů. S Mimoní sousedí na jihu a jihovýchodě bývalý vojenský výcvikový prostor Ralsko, kde po okupaci z roku 1968 sídlila vojska SSSR. Po odjezdu cizích vojsk a zrušení vojenského prostoru je zde nyní mnoho příležitostí pro turistiku, cykloturistiku, a na bývalém vojenském letišti Hradčany je možný In-line sport, a další aktivity. Letiště bylo využívané i pro motorkáře a konaly se zde přehlídky automobilů a tuningů tzv. „Mimoňské války“. V současné době je letiště v majetku Libereckého kraje a motoristické sporty zde již povoleny nejsou. Letiště využívají jen ultralehká letadla a boční dráhy in-line bruslaři, popřípadě cyklisté. Severovýchodním směrem se nachází Hamr na Jezeře s letoviskem u Hamerského jezera (rybníka) a zhruba stejně daleko jihozápadním směrem se nachází Máchův kraj s letoviskem Doksy a s Máchovým jezerem (rybníkem). Na sever od Mimoně se nachází Lužické hory, samotná Mimoň leží v jejich podhůří. Prochází zde několik značených cyklostezek (3046, 241 a Cyklomagistrála Ploučnice), končí zde červená trasa pro pěší turisty 0328 od České Lípy a Brenné a začíná obdobná červená trasa přes Ralsko směrem na Liberec. Bezprostřední okolí Mimoně nabízí jednoduchý výlet Vranovskou alejí na Vranovské skály, Juliinu vyhlídku, o něco těžší na hrad Ralsko, romantickou procházku kolem Hvězdovských rybníků (nejsou určené ke koupání), výlet na blízký Hradčanský rybník s pláží (koupání povoleno), a o něco delší výlet na Meandry Ploučnice, který lze spojit s přilehlými Hradčanskými stěnami. Samotný bývalý vojenský výcvikový prostor Ralsko nabízí také poznávání zaniklých vesnic, které v tomto prostoru dříve byly. Pro poznávání turistických cílů přímo ve městě lze využít Poutní cestu Mimoní nebo lze navázat na Poutní cestu Českolipskem, která vede ze Žitavy do poutního areálu v Horní Polici a Mimoní prochází.
Podrobné turistické informace o městě Mimoň, jako je doprava, pěší turistika, cykloturistika, vodáctví, včetně turistických cílů rozdělených podle vzdálenosti, informace o ubytování v hotelích, či kempech, informace o stravování, nebo pravidelných akcích, jsou shromažďovány na stránce projektu Wikicesty Mimoň

## Členění města

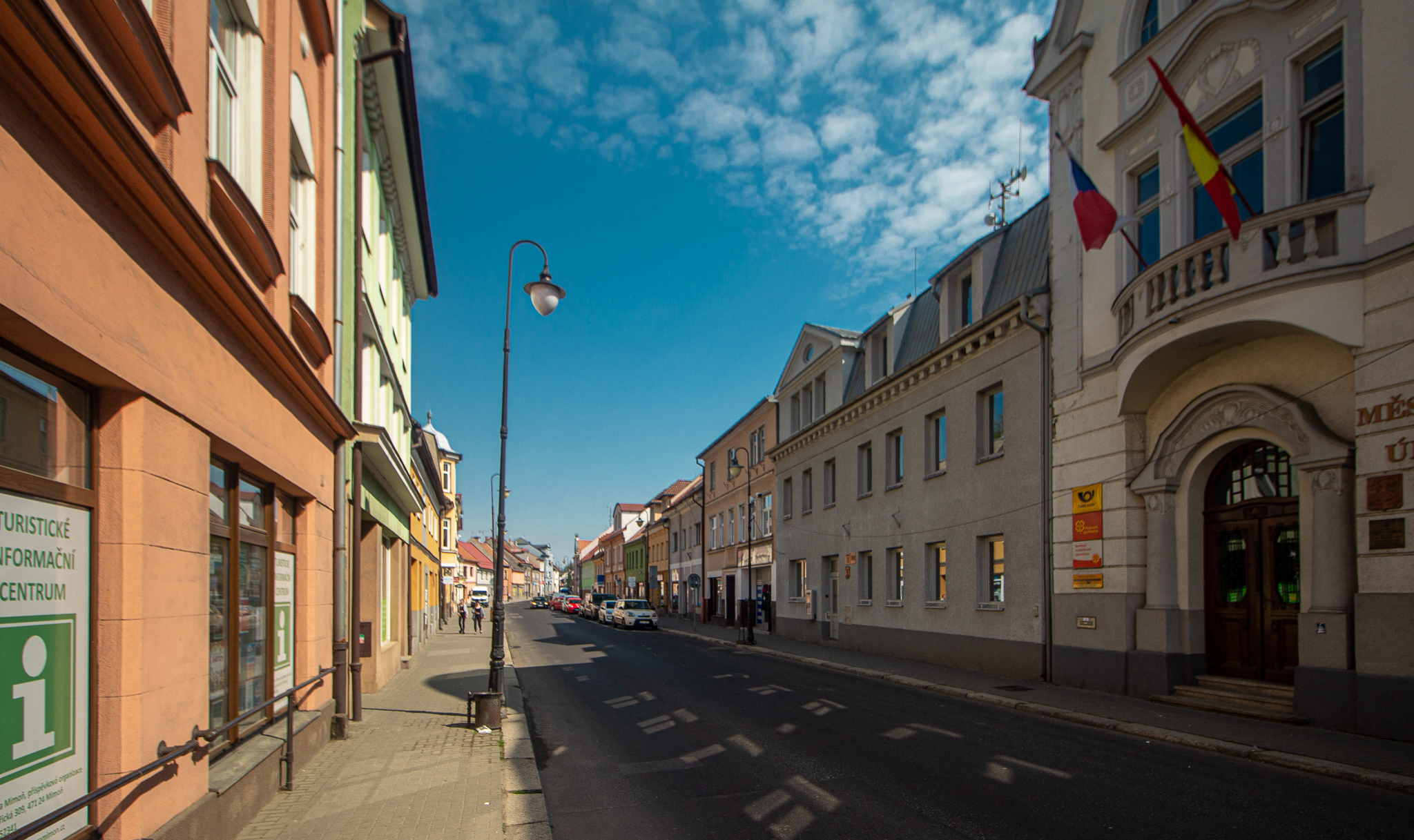
Pohled na Mírovou ulici v centru města

Město je administrativně rozděleno na 8 částí, z nichž 6 je číslovaných, které leží na katastrálním území Mimoň, a 2 nečíslované leží na katastrálním území Vranov pod Ralskem.
- Mimoň I, východní část města v okolí starého nádraží na levém břehu Ploučnice
- Mimoň II, jižní část města na pravém břehu Ploučnice
- Mimoň III, hlavní část centra města zejména na pravém břehu Ploučnice
- Mimoň IV, severní část města na pravém břehu Ploučnice
- Mimoň V, oblast v okolí nádraží na západní straně města
- Mimoň VI, východní část lesíku Čistá na jihu města
- Vranov, vesnice asi 2 km severovýchodně od centra města, pod Vranovskými skalami, též základní sídelní jednotka (k. ú. Vranov pod Ralskem)
- Srní Potok, osada asi 2,5 km severoseverovýchodně od centra města, na levém břehu Ploučnice, též základní sídelní jednotka (k. ú. Vranov pod Ralskem)

Od 12. června 1960 do 30. června 1990 k městu patřily i Pertoltice pod Ralskem a od 1. ledna 1981 do 30. června 1990 také Noviny pod Ralskem.
Vymezení základních sídelních jednotek v katastrálním území Mimoň se nekryje s hranicemi místních částí:
- Mimoň-střed (pravý břeh Ploučnice za ústím Panenského potoka a zámecký park na levém břehu Ploučnice, díl 1 v části Mimoň III (Panská a Mírová ulice a pás území přes Ploučnici až k zámeckému parku), díl 2 v části Mimoň IV (severně od centra, např. autobusové nádraží a Kozinovo náměstí), díl 3 v části Mimoň II (jižně od Příkopu, až k ulici U Hřebčína)
- U nádraží (díl 1 v části Mimoň V (okolí nádraží), díl 2 v části Mimoň III (blíže k centru, oblast ulic Sokolská, Raisova, Hřbitovní včetně hřbitova, Zahradní), díl 3 v části Mimoň II (nepatrné území poblíž Příkopu)
- Slovany (Mimoň V), osada podél železniční trati západně od nádraží, zahrnuje dostihové závodiště
- Husova-Pražská (Mimoň I, okolí Pražské, Hvězdovské a Svébořické ulice od Ploučnice až k železniční trati vedoucí ke starému nádraží, včetně obchodních areálů Tesco a Penny Market jižně od zámeckého parku)
- Pod Ralskem (díl 1 v části Mimoň I, nepatrná část díl 2 v části Mimoň III), východně od zámeckého parku, včetně sídliště Pod Ralskem
- U pily (Mimoň I), západně od části Pod Ralskem, v okolí konce vlečky za starým nádražím
- U lipové aleje (Mimoň I), převážně nezastavěné a neobydlené území na východní straně města, kolem cesty do Vranova
- Svébořická strana (Mimoň I, převážně neobydlená a nezastavěná oblast kolem silnic III/26829 a III/26830 na východojihovýchodním okraji města)
- Kuřivodská strana (převážně neobydlená oblast na levém břehu Ploučnice jižně od města, lesík Čistá s lesním závodem, díl 1 v části Mimoň I (západně od silnice II/268), díl 2 tvoří část Mimoň VI (východně od silnice II/268)
- U nemocnice (Mimoň I), oblast jižně od starého nádraží, zahrnující nemocnici a průmyslové objekty na levém břehu Ploučnice
- Průmyslový obvod (Mimoň II), jižní část města na pravém břehu Ploučnice
- Bohatická strana (Mimoň IV), převážně neobydlené území na severní a západní straně města, západně od Panenského potoka a severně a západně od Slovan
- Letná (Mimoň IV), oblast v klínu soutoku Ploučnice a Panenského potoka, zahrnující sídliště s garážovým komplexem, zahrádkářské osady, městské muzeum, kostel Božího hrobu a průmyslový areál mezi Žitavskou a Pertoltickou ulicí

V katastrálním území Mimoň je 58 pojmenovaných ulic a 5 náměstí: náměstí 1. máje (Mimoň III, ZSJ Mimoň-střed), Kozinovo náměstí (Mimoň IV, ZSJ Mimoň-střed), náměstí Čsl. armády (Mimoň I, ZSJ Husova-Pražská), náměstí J. Fučíka (Mimoň I, ZSJ Husova-Pražská), Tyršovo náměstí (Mimoň I, ZSJ Husova-Pražská). Ve Vranově a Srním Potoce nejsou ulice pojmenovány.

## Demografický vývoj
Počátkem roku 2014 zde žilo 6 577 obyvatel, počátkem roku 2006 jich bylo 6 764, nyní zde žije 6 387 obyvatel. Vývoj počtu obyvatel v Mimoni od roku 1971 znázorňuje graf, pro lepší přehlednost v desetiletích

## Významní rodáci
- František Antonín Rössler, Francesco Antonio Rosetti (1746–1792), hudební skladatel
- Karl Kostka (1870–1957), národohospodář, politik, v letech 1929–1938 starosta Liberce a odpůrce Konráda Henleina
- Rudolf Watzke (1892–1972), koncertní zpěvák
- Hans Watzek (* 1932), ministr pro zemědělství, lesní a potravinové hospodářství NDR
- Alois Vitík (25. července 1910 – 7. února 1972 Praha), malíř, středoškolský profesor, autor učebnic technického kreslení, člen umělecké skupiny UB12
- Ludwig Nerz, Louis Nerz, (1867–1938), herec a spisovatel
- Edmund Friedrich (10. února 1866 – září 1945 Sebnitz), lokální historik
- Osvald Hons (* 1938), autor regionálně zaměřených historických publikací
- Vědunka Lunardi (* 1948), česká publicistka, překladatelka a rozhlasová korespondentka

## Partnerská města
- Nová Baňa, Slovensko
- Oelsnitz, Německo
- Złotoryja, Polsko

### Souřadnice
1. ↑  50°39′29″ s. š., 50°39′29″ v. d.
2. ↑  50°39′29″ s. š., 50°39′29″ v. d.